# Langues lagunaires
Les langues lagunaires sont une branche ou aire linguistique des langues kwa, parlées en Côte d’Ivoire:

## Langues
Les langues lagunaires sont:
- L'avikam
- L'alladian
- L'attié
- L'abé
- L'adioukrou
- L'abidji
- L'ega (?), ahlon, Achlo, Ahlõ, Ahlo, Ahlon-Bogo, Ahonlan, Anlo

## Lexique
Lexique des langues lagunaires selon Hérault (1983) :
| Français                                   | Abbey                      | Abidji                  | Alladian                  | Attié                     | Avikam             | Éga               | Adioukrou              |
| ------------------------------------------ | -------------------------- | ----------------------- | ------------------------- | ------------------------- | ------------------ | ----------------- | ---------------------- |
| avaler (une nourriture solide)             | mɩ̰̄                         | mʊ̰̀                      | sò̰ mù                     | pyɛ̰̀                       | mɛ̰                 | ɓè                | ɛmn                    |
| autre (donne-moi une autre machette)       | fwɔ̀                        | léfè                    |                           | fə̄                        | ɛ̀jrá               | ómó               | ɛ́dʒétʃí                |
| aujourd'hui                                | ámɩ̰́                        | ámʊ̀nʊ̀                   | ḛ́kì                       | nɛ̰́gbà; nɛ̰̌                 | éml̰ḭ́               | ɩ́yɛ̄               | yɛ̂fɛ̀yná; lɛ̂yɛ̀yná       |
| attraper (une poule)                       | ɲḭ̄                         | ɲʊ̀                      | ɥḛ̀                        | pṵ́                        | ɲɔ̰                 | ɓó                | ɔɲ                     |
| atiéké                                     | há̰                         | fɛ̀dɛ̀                    | ā̰kwà                      | wū                        | vɛ̀dɛ̀               | àvɛ̀ɲà             | égb ̀                   |
| attendre (quelqu'un)                       | kɛ̄kɛ̀                       | kpɔ̰̀                     | sɛ̂                        | dû                        | vʲra               | ɲànà              | eku                    |
| attacher (un animal à un arbre)            | sə́... ʃī                   | mɛ̰̀                      | mwḛ̂                       | tʃɛ̰̋                       | kpra; mwa̰... lɛ̀    | ŋʷà               | ès utʃu                |
| asseoir (s'asseoir sur une chaise)         | sò ʃí                      | pì... été               | yɛ̂                        | kpə̰̀ lɔ̄... zɔ́; fú lɔ̄... zɔ́ | sa... lɛ̀           | gálè              | ès sig                 |
| arriver (il est arrivé hier)               | ʃú                         | kù                      | brû                       | bə̀                        | ba                 | ɲɛ́                | ow                     |
| argent (monnaie)                           | ʃìɣā                       | sìká                    | ɛ̄kwà                      | ʃìkā                      | ɛ̀gbɛ̰́               | dřáà; ɩ̀pɩ̀         | òs                     |
| arc-en-ciel                                | lélé                       | ɲà̰gòdî                  | ɲà̰gɔ̀dḛ̀                    | ŋwà̰ŋwà̰le̋lēbɛ́              | ɲà̰gɔ̰̀dɛ̰́             | ūléēlè            | ɲàm-ŋ̀gòdí              |
| arbre                                      | tī                         | tḭ̂                      | ɛ̄tɛ̀                       | zādwɛ́                     | ézíɓà              | ōtē               | líkŋ̀                   |
| araignée (celle des contes)                | ɣòlòkpà                    | kànʊ̰̀mbá                 | dà̰dà̰gbrò                  | àʃe̋kɔ̀tɔ̀                   | dàdànùgbrò         | gɔ̀ɲɩ̀              | òdʒrà̰mfí               |
| apprendre                                  | hɔ̄hɔ̀                       | hʊ̀hʊ̰̀kʊ̀                  | vâ̰                        | kə̂                        | fr̃a̰                | dɩdà              | wewr                   |
| appeler (elle a appelé son enfant X)       | lɛ̄lɛ̀                       | rà(kʊ̀)                  | bî                        | kpɛ̋                       | fwa̰                | ɠlʊ́               | nín ɔŋ                 |
| année                                      | àgbʊ̰́ʊ̰̄                      | lú                      | n̄nà̰wà̰                     | gbə̰́bə́                     | ɛ̀vráw̰ṵ̀             | ōŋʷɲī             | lákpò                  |
| animal                                     | nɔ̀pyɛ́                      | ńnɩ̰̀ɛ̰̀                    | ɛ̄nò̰                       | nā̰nâ̰                      | ɛ̀ɲá̰                | ɛ̄nā               | ńdèy                   |
| âne                                        | òfūrùmṵ́ndú                 | àfrùmú                  | frìmú                     | àfímṵ́                     | āfrṵ́mṵ́             | àflúmú            |                        |
| ami                                        | cɛ̄wù                       | àmʊ̰́à̰; àfʊ̰́à̰; ànʊ̰́à̰        | ɲrá̰                       | kɛ̄                        | jwàmí              | ɔ̀gwáyɩ̄            | làwì                   |
| allumer (le feu)                           | tōɣò                       | tù                      | dò̰                        | dà                        | ka̰                 | ɓó àɲɩ̀            | igŋ                    |
| aller (il va à Abidjan)                    | yī                         | ʔà                      | wò̰                        | zē                        | lɛ                 | mɩ̀                | im                     |
| albinos                                    | pɔ́-nɔ̰̀-hʊ̰́                   |                         | ɛ̄wrô̰-wōsú; sà̰mrà̰gbḛ̂-mḛ̀-bɔ̀ | tsâbyɛ́-byɛ́-bɔ̀fyɛ̰̂          |                    |                   | élmìs-ɛ̀gŋ̀              |
| aimer (son enfant)                         | kólò                       | yɔ́fʊ̀                    | kɥḛ̀                       | yɛ̀ lá                     | cɔ̰                 | ɲámà              | pop                    |
| aile                                       | àbāfù-tɛ́                   | rípɛ̰́pɛ́                  | ɛ̄tù-vā-kwrwɛ̀              | bɔ̄té                      | èbútú              | ūpēwú             | lɔ́w                    |
| aiguiser (une machette)                    | rìā                        | hʊ̀ɛ̀                     | bì                        | kɔ̄ hɛ̰̄; hù hɛ̰̄              | sɛ                 | ʄó                | ɛy                     |
| aiguille                                   | máŋɛ̀rɛ̀                     | á̰fíɔ́rʊ̀                  | frḛ́frḛ̂                    | àfyáfya̰̋                   | fɩ̀frɔ̰̂              | ʊ̄ɛ́sɛ̄lʊ́            | fɛ́fń                   |
| aulacode ('agouti')                        | kpà̰mbā; kpèmbā             | kpɛ̰̀bǎ                   | ēcōgù                     | pi̋bɛ́                      | grìgbé             | glìgbó            | líw ̀                   |
| agenouiller (s')                           |                            | kù ɔ́kpɔ̰́ ḭ́               | ʃḛ̂                        | kà̰ hḭ́kpɛ̀ lɔ̄               | bwa...lɛ̀           | gɔ̀ īnó àtì        | ɔ̂wrɔ̀kp ès b-ɔb-m       |
| accoucher                                  | hʊ̰́                         | rʊ̀ɔ̀                     | bì                        | hō; bì                    | yu                 | ɓì                | ìy; ew                 |
| acheter (de la viande)                     | vē                         | pà                      | ɔ̀                         | fē                        | ti                 | pɛ̀                | ɔl                     |
| abeille                                    | òmɔ̰́                        | álá̰à                    | a̰᷈jɔ̀                       | ŋwɔ̰̀                       | ájɔ̀                | élòvlē            | mów                    |
| crapaud                                    | òrùkwè                     | àbɩ̀ámʊ̀                  | ɛ̄gbrà̰                     | àʃénə̰̀kɔ̄                   | ɛ́gbrá̰              | ɔ̄xlɔ̄              | bètíbɔ̀m                |
| crabe                                      | ká̰ngà                      | ká̰gà                    | lɔ́kó̰; kévé                | ʃa̰̋                        | gbǎ                | ɔ̄xá               | gángà; krâkràgbá       |
| couteau                                    | tʃyêkī                     | ákràbʊ́-lʊ́wɩ́             | ɛ̄ɲâ̰                       | tʃɔ́                       | nɛ́ɲá               | ōlúwó             | láb-líy                |
| coussin de tête                            | àdìkà                      | nɩ́hâ̰                    | ēkròvī                    | pḭ̄                        | ékló↓vlí           | ɩ̄ɠlɛ́              | láwr̀                   |
| courir (homme)                             | nɛ̰̀ òbū                     | yèné                    | srɛ̂                       | nə̰̄ fə̀                     | ɥro lú             | bà                | ès uru                 |
| couper (en deux, avec une machette)        | dʒí... ʃī                  | cè                      | bɛ́; ɥì                    | kɔ̂                        | bri                | vyá               | ɛ̀m ubr                 |
| couler (l'eau de la rivière)               | pɔ́                         | wò                      | gbɛ̀                       | gbṵ̋                       | gba... lɛ̀          | bú                | ewl                    |
| coudre                                     | dādà                       | kpà                     | brɛ̀                       | dʒuɨ̋                      | bla                | kplá              | g-igŋ                  |
| coucher (se)                               | rɛ́-ʃī                      | là ... bé               | dɛ̂                        | lâ lɔ̄                     | sre ... lè         | ɗé ètì            | ès ɛru                 |
| cou                                        | lāɣʊ̀sʊ̄                     | wátí                    | ɛ̄bò̰                       | bwɛ́                       | awɔ̀ɓà              | ùɠwè              | ɛ̀mǹ ́                   |
| coton                                      | ǹtōlō                      | jɛ̀sɛ́                    | jèse᷆                      | ɲ̀jɛ̀sɛ́                     | jèsé-fɔ́kɔ́          | jɛ̄sɛ́-fóxó         | ǹtrù                   |
| corps                                      | sɛ́                         | ríré                    | ēdùmḛ̀                     | dʒâ̰                       | ɛ̀wɔ́                | ɩ̄sřʊ̄kpá           | sós ̀                   |
| corne (de bélier)                          | òrō                        | áhʊ́á; áxʊ́á              | ētrù                      | tè                        | étró               | ùgú               | lítʃɔ̀wŕ                |
| corde (pour attacher un mouton)            | ètʃī                       | bá                      | ɛ̄ɛ́                        | byē                       | ɛ́vɛ́ɓà              | ʊ̄pá               | méb ̀                   |
| corbeille                                  | bá                         | tèpè                    | ɛ̄kɛ̀tɛ̀                     | ba̋                        | ágbáɓá             | ìtòkwè            | úlù                    |
| corbeau (noir et blanc)                    | àʃâ̰ngá                     | lé!blékpɔ̰̀ʊ̰̀              | à̰gà̰gɔ̀                     | àʃá̰gà                     | àgá̰gɔ̀              | dábɔ̀lʊ́            | lébì-kpɔ̀m              |
| coq                                        | ɣɔ̀sɔ̀-cà                    | kárʊ̀-gbòdú              | ɛ̄kɔ̀sɔ̀-kɥì                 | kwā̰sà̰                     | ɛ́sɔ̀-sà̰             | ɔ̄wlá-gbì          | ŋ́gɔ̀s-ɔ̀rɔ́tʃ ̀            |
| conte                                      | ònɛ̰̄                        | wʊ́là                    | ēdù                       | ǹkɔ̂nə̰́                     | èlú                | īfūnēŋúŋwňé       | sâwĺ                   |
| concession                                 | rènḭ̄; sàwá                 | lúkpómṵ̀                 | ēbɩ́                       | kwǎ                       | ɛ́vá                |                   | gbûgŋ̀                  |
| compter (des animaux)                      | kā                         | kà̰                      | bù                        | kə̄                        | sa̰                 | ɠà                | awl                    |
| comprendre (je ne comprends pas le baoulé) | tʃyē                       | tì                      | yâ                        | tɛ̰̄                        | sɛ                 | cá                | iri                    |
| colline                                    | fáɲḭ̄                       | kʊ̀kʊ̀mʊ̀; lɩ́fɛ̀            | n̄kpò                      | kə̰̀                        | ékpòɓà             | ɩ̀yrʊ̀kpʊ̀           | lígígí                 |
| cœur                                       | òɣòrù-mɔ̰́                   | lú!bó-lʊ́wɩ́              | n̄bwrɛ᷆                     | kītsa̋bà                   | ɛ́bʷrɛ́              | ēkpóyrópí         | mɛ́rm̀                   |
| coépouse                                   | cā-kɔ̄                      | lúyúrù                  |                           | kō                        | ɛ́wó-sì             | ɔ̄ɗɔ́dá             |                        |
| coco (noix de)                             | m̀bòbá                      | m̀bòbá                   | ā̰ʒà                       | kpɛ́bɛ́                     | ébró↓bú            | ɩ̄ŋwá              | m̀bɔ̀bɔ́                  |
| citron (petit citron vert)                 | dèdèpūlè                   | lɩ́kpɛ̰̂                   | gbḛ̀jḛ̀bīvá                 | dēndè                     | àjrɔ̰̀vɛ́             | īdōgógbièɗò       | bɔ̌bɔ́y                  |
| chose                                      | bū                         | ɔ́bɔ̀                     | ēkí                       | yà; kà; gà                | ɛ̀lá                | ɛ̀jɛ̀pɩ̀             | ôb                     |
| choisir (un pagne parmi d'autres)          | nɩ̰̄... bɔ̄                   | kprà... cʊ̀              |                           | ɲɛ̰́                        | kpa; trɛ           | gbāzřànɩ̄ŋɔ̀        | s-ɔsu-m                |
| chien                                      | ɣó                         | àdùà                    | n̄nɛ̀tù                     | àdwà                      | ɛ̀tyɛ́               | ʊ̀vɛ̄               | ɔ̀wŕ                    |
| chèvre                                     | cɔ̄                         | ɛ́hɩ̰̀-yí                  | ēbwrì-sḛ̀                  | ákɔ̀tsē                    | ɛ́mʷrɛ̰́              | ɛ̄wɩ̄               | tʃǎn                   |
| cheveu                                     | òrò-fʊ́                     | í↓né-rúhó               | n̄krú-yè                   | hwḭ́-pṵ̄                    | èŋú                | ūnūlʊ́lʊ́           | sín ̀                   |
| cheval                                     | gbɔ̀ngɔ́                     | kpà̰gɔ̂                   | kpà̰gɔ᷆                     | gbɔ̰kɔ́                     | kpà̰gɔ́              | kpà̰ngɔ́            |                        |
| chercher (quelque chose d'égaré)           | vyɛ̄                        | jʊ̀jʊ̀                    | gî                        | dɨ̋                        | ŋa̰                 | ʄɨ́ʄè              | ɔl                     |
| chemin                                     | ʃìgbɔ̄                      | àtìngbré                | n̄lèvri᷆; n̄nèvri᷆            | bòsɔ̰̀                      | èsí                | ʊ̀vànʊ̀             | èdʒâgb; èbr̀            |
| chauve-souris (de case)                    | òtôfá                      | prúgbé                  | kɔ̀kɔ̀bèté                  | bòtőfá                    | tává               | ɔ̀là               | pàpúpú                 |
| chaussure                                  | m̀bwàbwā                    | ɲm̀bàbʊ́á                 | a̰na̰-wrû                   | gbàgbǎ                    | gbà̰gwā             | gbàbʊá            | tʃɔ̀krùkpɔ̀; ŋm̀gbàbʊ̀á    |
| chaud (l'eau est chaude)                   | ɲʊ̰́; ɔ́là                    | ɔ́là                     | dɔ́; wúlúwúlú              | tɔ̄                        | wru                | flɔ́               | ɕìʔ                    |
| chat                                       | ɣólôpí                     | jìjràʊ̰́                  | à̰jràwɔ̄                    | àwɔ́                       | àjràwá             | ɲáŋʊ̄ná            | dʒìŋdʒrà̰ŋ ́; dʒìŋdʒrà̰w̰ ́ |
| chasse (il va à la chasse)                 | kpà ɣʊ́                     | kpɛ́-ʊ́!ɔ̰́ʊ̰́                | ɛ̄kɥḛ̀-kò̰                   | pɛ́kwɨ̄                     | ɛ́kpɛ̰́               | ōlí; ɩ̀vɩ̄          | èr ogŋ                 |
| charbon de bois                            | èvìkpə́                     | mínébìsì                | n̄yà-wí                    | ḿmòbí                     | àtíɓlì             | āxówlì            | málèbì                 |
| chapeau (d'homme)                          | èkɛ̄; èkø̄                   | kìlé                    | n̄kpró                     | kì                        | èŋú-gbútú          | īkpó              | tùfɛ̀                   |
| chanter (son enfant a chanté)              | tī nɩ̰̀                      | hɛ̀                      | krɛ̀                       | kɔ̂ nə̰́                     | ji nɔ̰́              | wlé               | ɛ́dʒ ɛgŋ                |
| champignon                                 | mə̰̀dòfā; òlòkpò             | rúdú                    | ǹnò; ǹfrīfrì              | dʒwɨ̀                      | ǹnò                | ɔ̀lātā             | frîf                   |
| champ (d'ignames)                          | èrìdʒí                     | èjì-kpɛ̀                 | ɛ̄kɛ̀tɛ̀                     | gbə̰́                       | èbú                | ɩ̀tɔ̀; ɛ̀gàblɛ̀       | ɔ̂gḿ                    |
| chair (opposé à os, pour l'homme)          | ŋ̀gítí                      | bê                      | ā̰ɥá                       | gbā                       | ɛ́ɲá̰                | ɛ̄nā-pí            | mégì                   |
| cendres                                    | mə̰̀rárò                     | mḛ́nátʊ̀                  | n̄wò̰                       | tsūkɔ̀                     | ɛ́zɔ̰́                | ālʊ́lɔ̀             | ḿlàkŋ̀                  |
| cela (ou ce canari-là : éloignement)       | ńtɛ̀nə́-bagbô̰                | à̰bɩ́                     |                           | éyi̋                       | lé; lɛ́             | ŋʊ́                | nà                     |
| ceci (ou ce canari-ci : proximité)         | ńtɛ̀nə́                      | òbú                     | lɔ́                        | éyi̋                       | níní               | má                | nà                     |
| cauri                                      | ŋ̀gʊ̀bā                      | ǹsrʊ̀á                   | nḛ̀gbè                     | ʃɛ̰̋hɛ̰̀                      | nìgbè              | ɛ̀ŋwɛ̀              | srîgbì                 |
| carpe                                      | ósʊ́; ókóró                 | kprô                    | ɛ̄wrɔ̀                      | ŋ̀kő                       | ɛ́wrɔ́ɓà             | ɩ̀dɔ́kpá            | kprô                   |
| caoutchouc                                 | àɲà̰; pó                    | ŋḿgbédì                 | à̰ɲà̰                       | àdű                       | àɲà̰                | āɲāá              | ŋ́mkpèdì                |
| canne (de cérémonie)                       | àgbā                       | kpàmǎ̰                   | kpà̰mā̰                     |                           | kpàmā              | kpàmá             | kpàmà ́                 |
| canari (à eau, en argile)                  | òtú                        | dí-ʔɔ̰́                   | n̄sī                       | kḭ́                        | èbyé               | ɛ̀gʊ́               | êl                     |
| canard                                     | dàbòdábò                   | dàgʊ̀dábʊ̀                | dábʊ̀                      | dábô                      | dábʊ̀               | dábʊ̀              | dàbùdábù               |
| campement (de culture)                     | m̀pō                        | m̀pʊ̀                     | nà̰bwēnú                   | ḿpō                       | èbó-m̀-dɔ̰̀           | ìgblì             | kpùkpù                 |
| caméléon                                   | ɣōɣōʃíɣō                   | dòdòwrɛ̂                 | mà̰bò                      | bwē                       | dòdòwrɛ́            | glímyó            | dòndòwrɛ́               |
| calebasse                                  | àwá                        | átá                     | n̄myḛ̀                      | àwá; bwɛ̀                  | ɛ́máɲɩ̀              | ɛ̄wá               | lɛ̀l                    |
| caillou (pierre, petite taille)            | òpú                        | lú!bóbú                 | ēbù                       | bō                        | ɛ́bɛ̰́; àbɔ́ɓá         | īɠōfí             | lébǹ; lêbń             |
| cacher (un objet)                          | lōɣō...ʃī                  | ʔʊ̰̂... éí                | bâ̰                        | pwɨ̂                       | ɣayɛ... lɛ̀         | ɗá                | ès lɔl                 |
| cache-sexe féminin                         | pó                         | kpàkpà                  | n̄nà̰kā̰                     | kpɔ́                       | láká̰               | ìvòvù             | kpàkpà                 |
| cache-sexe masculin                        | àblàkʊ̰́                     | àblàkʊ́                  | ɛ̀bràkō̰; à̰bràkō̰            | dʒɔ́                       | àɓlàkɔ̰́             | àblàkʊ́            | àbràkú                 |
| butter (les ignames)                       | kə̄                         | bò                      |                           | kɔ̄                        | bɔ kófyè           | ɠwè               | ɔ́mù agbr               |
| buffle                                     | fí                         | j̄ʊ́nɛ̰̀                    | ēvú-ɥrù; ēvú-nà̰mā̰         | kò                        | égówrò             | ɛ̀gʊ̀               | àkp-ìd                 |
| brûler (un champ pour le cultiver)         | tū... là                   | là... lɛ́                | wâ... nyà                 | tɔ̄                        | wrɔ                | fyá               | àl ɛlu                 |
| brousse (opposée à village)                | kpà                        | kpɛ́                     | ēvú                       | prá; pá                   | èbú                | ʊ̄kɔ́lʊ́             | àkp                    |
| brouillard                                 | hāó                        | j̄rǔ                     | n̄zà̰                       | bwè                       | ɛ́j̄wá̰               | ùyrélú            | dʒrǔ(w)                |
| bras (de l'épaule à la main)               | bà                         | bɔ́                      | ɛ̄kwrɛ̀                     | bɔ̄                        | ɛ̀bɔ̰́                | ʊ̀wlà              | àbù                    |
| boyaux                                     | òpù-ngbɔ́                   | rʊ́rʊ́-ɛ́wɩ́                | ɛ̄còkò                     | lā                        | écóɓà              | ɩ̄nāmňí            | súgŋ̀                   |
| bouillir (l'eau bout)                      | fī                         | fʊ̀ɔ̀                     | frì                       | fyɛ̰̂                       | fwa                | wɛ́lɛ̀              | ifi                    |
| boue (vase)                                | òdʒūrō                     | kɔ̀dɔ̀gɔ̀                  | ā̰tà                       | sɨpè                      | ɛ́trá               | ɩ̀vlá              | kɔ̀dɔ̀g                  |
| bouche                                     | èyīmbū                     | nʊ́mʊ́tì                  | ɛ̰̄mwà̰                      | mḭ́                        | ɛ́nɔ̰́                | ɔ̀mà               | nɛ́ɲ ̀                   |
| bosse (du bossu)                           | àfú; èkɛ́kɛ́                 | àfú                     | ēkō                       | ka̰̋á̰kwɛ́                    | lókpó              | īɓúkù             | kèdèbnám               |
| bon (c'est bon, pour de la nourriture)     | yɛ́-ɲḭ́                      | j̄à... nʊ́                | srɔ̰̂                       | lə̀                        | drɔ; bɥrɔ̰          | kɔ̄fɔ̀              | akpl; ded              |
| bois de chauffage                          | lɔ̄hɔ̀-pʊ́                    | lɛ́↓lʊ́                   | n̄nà̰fō̰                     | tsṵ̀                       | ɛ́dá                | ūyē               | ḿlɛ́l                   |
| bois                                       | tī                         | tḭ̂                      | ɛ̄tɛ̀                       | zākwɛ́                     | èzíɓà              | ōtē               | lídŋ̀                   |
| boire                                      | nɔ̰̄                         | nɔ̰̀                      | mì                        | mə̰̄                        | ŋɔ̰                 | nɔ̀                | ɛgŋ                    |
| blennorragie                               | èyíɣɔ̀-ɲḭ́                   | ànàyrʊ̀                  | n̄tɔ̀-srɛ̂                   | ta̋-na̰̋                     | ɛ̀sɔ́-vîŋ            |                   |                        |
| blatte (cafard)                            | òpúʃɛ́ɣɛ́                    | kpɛ̀kpɛ̀sɛ́                | gò̰grōsò                   | àpīʃa̋kɛ́                   | ádrɛ̰̀fɔ̰́             | ɔ̀vɩ̄vɩ̀             | dûdwèl                 |
| Blanc                                      | brɔ̀fūè                     | brɛ̀fʊ́ɛ̀                  | gá̰gá̰                      | bɔ̄fyɛ̰̂                     | báɲḭ́               | ōtrūkpōfì         | gá̰ngá                  |
| blanc (c'est blanc)                        | fúfù                       | lófù                    | ɛ̄wōsú                     | fí                        | vɔ̰                 | fʊ̀fʊ̀              | ufu                    |
| bébé                                       | jɛ̀-àrɔ̄                     | wɩ́-ɔ̀                    | nmcɥì-cɛ̂                  | bì-pèpè                   | ɛ̀bá-pɔ̀lɩ́           | ōfī-wɛ̄lɛ́ɛ̀kpà      | ìy-èw-líf ̀             |
| beaucoup (de foutou)                       | dɔ́                         | kpá̰gbá                  | bèbrègē                   | bèbé                      | gbɔ̰̀ʊ̰́               | ɓùtùkpà           | nɔ́nɔ́                   |
| battre (se)                                | dī ǹtɔ̄                     | ʔʊ̰̀                      | kò̰ ēgì                    | kɥē                       | kɔ̰ lézí            | gɔ̀                | múm ̀ ogŋ               |
| battre (tambour)                           | rī                         | dɩ̀                      | mù                        | kō                        | mɔ̰                 | ɓɛ̀                | ar                     |
| bâtir                                      | lə̄                         | rʊ̀                      | kù                        | dʒì lɔ̄                    | kpra               | kɔ̀                | us                     |
| barbe                                      | mə̰̀kɛ̄                       | nʊ́mʊ́tì-rúhó             | n̄grô̰                      | kā̰                        | ègl̰ṵ́               | ɩ̀vā               | mɛ́ŋǹ                   |
| banco                                      | tʃì-pà                     | ríkɛ́kì                  | ā̰tà                       | sɨ́pè                      | ɛ́trá               | ɩ̀vlā              | sɛ́tʃ ̀                  |
| banane plantain                            | ńdé                        | òkókò                   | n̄nɛ̀vrí; n̄lɛ̀vrí            | də̰̀mṵ̄                      | ɓèsì               | ɛ̄lābá             | ɔ̂klèb ́                 |
| balayer (la cour)                          | vɛ̄vɛ̄... ʃī                 | pɩ̀pɛ̀... ɩ́               | tàkà                      | pyēpyè                    | fɛ̰                 | ɲɔ́                | ès papi                |
| balance (pour peser l'or)                  | tʃā                        | tóì                     |                           | tṵ̋                        |                    | īgbèlēgògò        | tôy                    |
| balai (de maison)                          | pʊ́sà                       | kpàrúà                  | ɛ̀bwá                      | tsə̰̄tsə̰̀                    | ɛ̀ká-fɛ̰̀             | ìpòpò             | ákŋ́-lídʒǹ              |
| balai (de cour)                            | ɱ̀fɩ́                        | tʊ̰́nfʊ́                   | ēwrù                      | bá̰sá̰                      | yɔ́rʊ̀gbá            | ìvòvó             | gbéŋ-lídʒǹ             |
| avec (il est venu avec son frère)          | álɛ̄                        | lɛ̀ɛ̀...ɛ̰́ɩ̰̀                | má̰                        | lé... àmṵ́                 | má̰                 | áyɩ́               | àb ́                    |
| fusil                                      | tū                         | àgbô                    | ɛ̄tà̰nà̰                     | tū                        | ɛ́táɲrà̰             | ɩ̄kʊ́kà             | àgbô                   |
| funérailles                                | òvō                        | óbúó                    | ēɥí                       | ŋwə̰́; ɛ̀kɔ́                  |                    | ɔ̄wlɛ́              | ɛ́bí                    |
| fumer (le poisson)                         | bá... lā                   | hɛ̰̀                      |                           | fi̋                        | ya... yá-zù        | gbɔ̀               | àl ɛw                  |
| fumée                                      | mʊ̰̀lōgbū                    | mí ̍négbê                | n̄yà-brī                   | tsūkwə̰̄                    | ɛ́ɲáwr̃ḭ̀             | ūɠósì             | ḿrégbń                 |
| fruit                                      | tì-mɔ̰́                      | tḭ́-wɩ̀                   | n̄ɥì                       | zākwɛ́ byɔ̰̀                 | ézí-bá             | ɩ̀ɗʊ̀               | líy ̀                   |
| front                                      | gbèɲḭ̄                      | líkpḛ́                   | ēzì                       | gbà̰                       | lɛ́bá               | ɩ̀gbɛ́dɛ̀            | áɲ-áfŕ                 |
| fromager                                   | kpè; òbá                   | lʊ́kpá                   | ēcɔ́-tɛ̀; ēkɥé-tɛ̀           | ŋwɔ̰̄                       | ɛ́cɥɛ́               | ɔ̀vɛ̀               | lɛ̌kp                   |
| froid (l'eau est froide)                   | cʊ̀cʊ̀                       | grèlè                   | wɔ                        | ɲɛ̰̀ tsṵ̄                    | frɔ; vɔ            | óyì               | drà                    |
| frère cadet                                | édʒī-jɛ̀                    | màkpɩ́-bèbèlìgè          | má̰má̰-ɥì                   | nɛ̰̄sɛ̰̄ cɔ̋                   | ɲì ɓàpí            | ɔ̀bɛ́tʊ̀ʄɩ̄           | lìsídʒḿ dʒàm ɛ̀s        |
| frère ainé                                 | nɔ̀-jɛ̄ ɣɩ̄mɩ̄                 | màkpɩ̀-kpá̰kprɛ̀           | má̰má̰-ɥì                   | nɛ̰̄sɛ̰̄ kɔ̀kwɛ́                | ɲì cùcù            | ògbìtɔ̀ʄɩ̄          | lìsídʒḿ kpěkp          |
| frapper du poing                           | tʊ̄ ... ŋ̀kɔ̀rɛ́               | nʊ̰̀ ... kɔ̀trɔ̀            | kà                        | tsà ǹkɥɛ̌                  | cɔ̰ ŋʷɔ́ɓà           | dɔ̀                | igŋ                    |
| frapper du pied                            | ʃū ... òfùfɛ̄               | nʊ̰̀ ... àtàpí            | gwrɛ̰̂                      | tsà wɛ̀                    | cɔ̰ ɲrá̰gà           | ɓɛ̀                | iyr                    |
| francolin                                  | kpâʃɔ̄rɔ̄                    | yâkpâ                   | ēvú-kɔ̀sɔ̀                  | tsùkpá̰                    | gúmà̰               | èbúlèkpè          | lítʃàkp                |
| foutou                                     | òdúkō                      | m̀pá                     | ǹpā                       | àdúkō                     | m̀pá                | pá                | m̀pá                    |
| fourmi-magnan                              | èyī                        | ḿmɛ̂                     | ɛ̄yri᷆                      | tʃínḭ̄                     | ávrí               | ɩ̄ɲʊ̄pí             | mɛ́n ̀                   |
| fourmi-cadavre                             | kpōkpōʃínɔ̰̀                 | èpímʊ̰̀dʊ̀                 | ɛ̄bā                       | ákpɛ̌mú                    |                    | ūgōfé             | tɔ̀tɔ̀sɛ́ɲ                |
| fourmi                                     | m̀vīvī                      | ɔ̰́fʊ̰̂                     | ɛ̄yri᷆                      | də̰̄                        | áyríwà             | ɛ̄sɩ̄sɩ́àkpà         | lɔ́yù                   |
| foufou                                     | èrìɣēɣɩ̀                    | m̀fùfú                   | fùfú                      | vɛ̀bû                      | ɲɥɛ̰̀                | āfūfú             | m̀fùfú                  |
| folie                                      |                            | ḿbɛ́                     |                           |                           | ɛ̀mɔ̰́                |                   |                        |
| fort (physiquement)                        | mə̀sɩ̄                       | ḿbasɩ́                   | ēvrî                      | hə̰̀ sɛ̰̄                     | écɥí               | fɩ̀ ɩ̀ŋɔ̀            | lɛ́tʃ                   |
| foie                                       | màtɛ̄                       | létè                    | ā̰yà̰                       | vyɛ̰̀                       | édyésìɓà-bʷrɛ̀      | ɩ̄cɔ̄               | dâŋdâŋ                 |
| flotter                                    | yó                         | tɛ̀ ... ɛ́tɩ́              |                           | fə̄                        | wro                | sépò              | il                     |
| fleurs (être en)                           | m̀fɛ̄                        |                         |                           | flɛ̂                       |                    | flɛ́řɩ̀             | ɛfi                    |
| flèche                                     | ŋ̀gɛ̀lɛ̄                      | m̀prùdé                  | ā̰lɛ̄bḛ́-sè                  | mṵ́                        | ɛ̀brɛ̰́-lòwú          | ūlú               | bìn-líy                |
| finir (le travail est fini)                | rérè                       | wù                      | trɔ̂                       | gbɛ̰́                       | t(r)a̰... tà̰        | ɓá (ɛ̄kɔ́)          | uwr                    |
| fils                                       | jɛ̀-yíkpɛ̄                   | wɩ́-kpɩ́sɩ̀                | ɥì                        | sɛ̰̄-cɔ̋                     | ɛ̀bá-ɓàsá̰mbá        | òfì               | dʒím ̀                  |
| fille                                      | jɛ̀-yíɣɔ̄                    | wɩ́-yí                   | ɥì                        | ʃīmwɛ̰̋-cő                  | ɛ̀bá-ɓàsá           | ēsūwókpè          | dʒɔ́w                   |
| filet de pêche (épervier)                  | sàwá                       | dàdá                    | ɛ̄kɔ̀jà̰                     | sàwá                      | ɛ́jà̰                | ɩ̀dàdà             | àsàwá                  |
| filet de chasse                            | àfɩ̀                        | ŋḿgbà                   |                           |                           | ɛ́kpɛ̰́-jà̰            | ēségɓlì           |                        |
| fièvre                                     | fē                         | lʊ́-fâ̰                   |                           |                           | ɛ́frɔ̀               | òyì               | lɛ́fr̀                   |
| feuille                                    | àvɛ́                        | rʊ́wà                    | ɛ̄ɥí                       | zākwɛ́-té                  | lɛ́frɛ̀              | ɔ̀lʊ̀kʊ́             | sâwŕ                   |
| feu                                        | là                         | lɛ́                      | n̄yà                       | tʃɛ̰́                       | ɛ́yá                | ɩ̀kà               | àl                     |
| fétiche                                    | èɲḭ́                        | rʊ́kpá                   | ā̰wà̰                       | ɲɛ̰̀                        | ɛ̀ɲíŋmá̰             | īwísì             | sɛ́kp                   |
| fesse                                      | àrùkɔ́                      | égbétí                  | ā̰sùvà                     | nḭ̄tē                      | dǎkpé              | ātɛ́               | lîkɔ̀k                  |
| fermer (la bouche)                         | dá... ɣɔ̀                   | bɛ̀... ɩ́                 | sḛ̀                        | dà                        | mṵ                 | cì                | abl                    |
| fer                                        | ògbó                       | lɩ́á̰kpà̰                  | prítù                     | lɔ̀kɥḭ̀                     | prútù              | ēlētēyí           | lôwì                   |
| femme                                      | yíɣɔ̄                       | yí                      | n̄ɲō̰wrô̰                    | ʃīmwɛ̰̋                     | ɓásá               | ɔ̄sɩ̄               | yɔ́w                    |
| fatigué (être)                             | fɛ̂; pɛ̂                     | ɔ́bʊ̀ʊ́                    | fɛ̀                        | fɛ́                        | ɛ̀wɔ́                | syɛ́               |                        |
| farine                                     | mʊ̰́rʊ̀                       | ḿpû                     | mùkú                      | mṵ́gú                      | èpú                | ʊ̄pʊ́; ʊ̄bʊ́          | ḿpúpú                  |
| faire (qu'est-ce que tu fais ?)            | lɛ                         | lɩ̀                      | â̰                         | lè                        | du                 | kɔ̀                | kok                    |
| faim                                       | āɣò                        | nʊ́hɔ̰̂                    | ɛ̄mɔ̀ù                      | kɥɛ̰̀                       | lùwù               | ɩ̀gɔ̀               | nâmǹ                   |
| excréments                                 | vyɛ̀                        | síbí                    | āsò̰                       | sə̰̄                        | édí                | īmňi              | sób ̀                   |
| éventail                                   | pɛ̀pɛ̀                       | pòpò                    | fɛ̀fɛ̀                      | pɛ̀pɛ̀                      | bʊ́tɛ́               | òpòpò             | fɛ̀fɛ̀; pɛ̀pɛ̀             |
| étroit (passage)                           | dá ʃī                      | mɩ̀à... ɛ́tɩ̀              | ɛ̄cɛ̂                       | mā̰mâ̰                      | vi                 | mɛ́nà ɩ̀sʊ̀          | kɔ́l                    |
| étranger (d'ethnie différente)             | fwɔ̄-ɣò                     | yógù                    | nḛ́ɲà̰; n̄nòkū               | àfə̄-sɛ̰̄                    | lúkú-já-ɲì         | ōlúgbōfì          | líbɛ̀y                  |
| étoile                                     | m̀fínɛ̰̄                      | mʊ́lɔ́lɔ́                  | ēkùjà̰krò                  | zɨ̀-hɛ̰̄-pṵ̄                  | àyráwá             | ɛ̄táfʊ̄nɛ̄pí         | mílɛ́l                  |
| et (Kouassi et Kouadio)                    | lɛ̄... lɛ̄                   | lɛ̀ɛ̀                     | má̰                        | lé... àmṵ́                 | má̰                 | áyɩ́               | lêlê... àb ́            |
| estomac                                    | òpū-gbɔ̀                    | kpḛ́tì                   | ɛ̄còkò                     | brɔ̀                       | écóɓà              | ɔ̄nāgʊ̀             | kpòkòndó               |
| essuyer (un ustensile de cuisine mouillé)  | kúkū ... ʃī                | tìtì ... éí             |                           | tə̰̄tə̰̀                      | vʲra̰               | lílì ìsù          | ès t-ɛtŋ               |
| escargot                                   | rūmɔ̰́                       | kɩ́á                     | ā̰ɔ̀                        | mṵ̀dō                      | nṵ́gbró             | ɛ̀lɛ̀               | káy                    |
| époux                                      | cá                         | hɩ́                      | kɥì                       | kí                        | wɔ̀                 | ɔ̀gbɩ̀              | ɛ̀tʃ ́                   |
| épouser                                    | ví                         | hɔ̰̀                      | yrī                       | nū ... ʃī                 | zyɛ                | ʄù                | ɛbi                    |
| épouse                                     | yā                         | yí                      | yí                        | ʃī                        | sì                 | ɔ̄sɩ̄               | ɛ̀y ́                    |
| éponge                                     | àlà                        | blà                     | ǹbrà                      | m̀brà                      | m̀brà               | mínà              | (m̀)brà                 |
| éplucher                                   | kpā                        | pìpìè                   | sà̰; srɛ̀                   | kpākpà                    | vrɛ̰                | kpɛ́               | ès gag                 |
| épaule                                     | àbāfú                      | ɔ́bɔ́rɔ̀                   | ɛ̄kwrɛ̀-tá                  | bɔ̄tá̰                      | ɛ̀bɔ̰́-tá             | òdāgblà           | lɔ́bí                   |
| épais (opposé à liquide, pour une sauce)   | dá                         | kpʊ́tʊ̀-kpʊ́tʊ́             |                           | kpìtì                     | gbùdù; ɛ̀dà         | ɓónè ìsù          | rwɛ̌rwɛ́                 |
| entrer                                     | hʊ̰̄                         | hɔ̀                      | brû                       | ŋw̰ṵ̀                       | zi                 | wiénè             | ɛy                     |
| entendre                                   | tʃyē                       | tì                      | yâ                        | tɛ̰̄                        | sɛ                 | cá                | iri                    |
| enfler (bras, jambe)                       | fúlɛ̀                       | tʊ̰̀                      | fɔ̂                        | fyɛ̰̋                       | fwa                | bì                | ew                     |
| enfiler (des perles)                       | rúrù                       | dùdrù                   |                           | hō                        | zû                 | fʊ́fɔ̀              | iri                    |
| enfant                                     | jèjé                       |                         | n̄ɥì                       | bì                        | ɛ̀bá                | òfì               | ìy                     |
| enceinte                                   | ɔ́ àmɩ̰̄                      | mɩ̰̀-lúwú                 | sî ɛ̄mḛ̀tɛ̀                  | pṵ́ pì                     | émí yì             | gɔ̀ ɔ̀gʊ̀            | lók ̀àb ́                |
| émoussé (lame d'un couteau)                | kū                         | trì                     |                           |                           |                    |                   | kprǒkpró               |
| éléphant                                   | ré                         | tâ̰                      | n̄ʃrì                      | tsù                       | étrí               | ɛ̀tɛ̀               | ɛ̀yr̀                    |
| écouter                                    | dʒī rôkɔ́ ʃī                | tì                      | zê núkù                   | tɛ̰̄                        | je zyɛ̀ lɛ̀          | gɔ̀ ālōwátɩ̄sʊ̀      | iri                    |
| écorce                                     | àkɔ́                        | dùò                     | ā̰wrò̰                      | tɨ̋lɨ̄                      | ɛ́vá̰                | ɩ̄yrʊ̄kpá           | sêl                    |
| eau                                        | mìdʒī                      | mḭ́dí                    | n̄ʃí                       | sə̰́                        | ɛ̀sɔ̰́                | āɗú               | mídʒ ̀                  |
| dur (bois, caillou)                        | kpɛ́kpɛ̀                     | kpʊ̰̌kpʊ̰̀                  | sɔ̂                        | kɛ̀kɛ̀                      | sɔ                 | fɩ̀ ɩ̀sʊ̀            | twɔ̌twɔ́                 |
| droit                                      | ḿbā-mɛ̰̀                     | kpɩ́sɩ̀-bɔ̀                | ēzì                       | bɔ̄gbā̰                     | ɛ̀dyá               | ɔ́mɔ̀gbɩ̄            | lídr̀                   |
| dos                                        | édʒì                       | gḛ́                      | ēgɥí                      | ka̰̋a̰̋                       | èwúzù              | ìŋwňè             | dʒàm                   |
| dormir                                     | cā mʊ̰̀lā                    | kè mʊ̰́nɔ̀                 | dí dà                     | lā                        | sre ŋʷ̰l̰ḭ́           | lá àlà            | mɛ̀mǹ ɛru               |
| donner (en cadeau)                         | hɔ̄                         | fʊ̀ɔ̀                     | cê                        | hā̰                        | va̰                 | pʊ̀                | ap                     |
| donner                                     | lɔ̄                         | tʊ̀                      | tâ̰                        | zé                        | na̰                 | pʊ̀                | ɔŋ                     |
| doigt                                      | rúnɔ̰̄                       | bɔ́-wɩ̀                   | ɛ̄sɛ̂                       | bɔ̰byɛ̰̄                     | ɛ̀bwá̰bá             | ɛ̄tá               | àbù-líy ̀               |
| dire (il m'a dit que...)                   | hɛ̄                         | kà̰                      | dɔ̀; lè                    | dʒű                       | lɔ                 | wā                | dad                    |
| difficile (un travail)                     | kpɛ́kpɛ̀                     | ̀ɔ̀kpʊ́n                   | ēʃíʃí; sɔ̂                 | kɛ̀kɛ̀                      | sɔ                 | fɩ̀ ɩ̀sʊ̀            | twɔ̌twɔ́                 |
| Dieu                                       | òfō                        | ɲátɩ̀                    | ɛ̄wɔ᷆                       | zɨ̀                        | éfózù              | ɩ̄nāgà             | ɲàm                    |
| devinette                                  | ònɩ̰̄; ònɛ̰̄                   | wʊ́là-líkpḭ̀              | tà̰tà̰ná̰tà̰                  | átṵ́má̰tē                   | tàtànɛ̰́             | īfūnēŋúŋwňé       | sântɛ́                  |
| dette                                      | àpɛ̄; àpɩ̄                   | lú                      | ɛ̄wḛ̀                       | pḭ̀                        | ɛ̀dɔ̰́                | ùdú               | lábm̀                   |
| déterrer (des tubercules)                  | rū                         | lùò                     | frì                       | kú                        | frɛ                | sʊ́ àtɩ̀            | ur                     |
| déshabiller                                | kpɔ̄kpɔ̀ ... nɩ̰̄; sɔ̄sɔ̀ ... nɩ̰ | rɩ̀rɩ̀à̰ ... ɩ̰́             | kwà                       | sə̰̀ ... ɲɛ̰́                 | kpa lá             | sʊ́ ɩ̀ŋɔ̀            | ès ot                  |
| descendre (d'un arbre)                     | ʃíʃī                       | rʊ̀                      | kà-kɛ̂                     | tʃú... zɔ́                 | kaka... lɛ̀         | dé ètì            | ès us                  |
| dent                                       | èyí                        | ɛ̰́ʔɩ̰́                     | n̄ɲī                       | hḭ́                        | ɛ́ɲrá̰               | ɛ̄nʊ̄mà             | nɛ́n                    |
| demain                                     | ètʃī                       | kpʊ̀kpɔ̀                  | ̰ɛ̄nḛ́                       | fá(gbà)                   | ɛ̀sɛ̰́                | ɔ̀jʊ̀gʊ̀             | éfì                    |
| déféquer                                   | rō vyɛ̀                     | nʊ̰̂ síbí                 | gɥḛ̀                       | sú                        | ni dí              | ɗɔ̀                | sób ́ iɲ                |
| debout (être)                              | sʊ́mɔ̰̄ ... ʃī                | ɲè ... ɛ́tɩ̀              | ɲô̰                        | ɲɛ̰̂ fṵ̄                     | drɛ                | pú ètì            | ès iɲm                 |
| dartre                                     | bàbà                       | ŋḿgbʊ́gbá                | ā̰kà                       | yì                        | áká; kágbrà        | ākɩ́kɛ̄             | ŋḿgbágbŕ               |
| danse                                      | nɛ̰̀                         | éjí                     | ɛ̄mrà̰                      | mḭ̀                        | ɛ̀nɔ̰́                | īwlí              | ɛ́dʒ ̀                   |
| dans (dans la voiture)                     | lɛ̀mʊ̰̀lə́                     | nṵ́hṵ̀; mṹ; mʊ̰́            | mḛ̀                        | pìá                       | émí-m̀; m̀           | ŋɔ̀                | ɛ́m                     |
| cure-dent                                  | ə̀ɣɔ̀ryē                     | gbétì                   | ɛ̄tɛ̄                       | kpa̰̋                       | ɛ́dyá               | ɛ̀ɠà               | líkpèkń                |
| cul                                        | rùpū                       | ńsíbí; òtùmúŋɔ̀          | ɛ̄trà̰mà̰                    | nḭ̄                        | ɛ́tyá-cɔ̰̀            |                   | lîkɔ̀k                  |
| cuisse                                     | òfòʃí-gbà                  | ʔɛ̰́                      | ɛ̄ná̰-và                    | fṵ̀                        | ɛ́nɛ̰́-sɔ̀ɓà; ɛ́nɛ̰́-bʷrɛ̀ | ɔ̄pʊ́               | ìm                     |
| cuire                                      | ʃí ... là                  | ɲɩ̰̀                      | gbrɛ̀                      | tô                        | cu                 | gà                | iɲ                     |
| cru (viande)                               | pwɔ̀                        | námà                    | wɔ̀                        | pṵ̀pwḭ̀                     | fɔ́                 | ŋwňɛ̀              | ówr̀                    |
| crocodile (le plus gros)                   | dɛ̄ɣɛ̄                       | gbǔgbù                  | ɛ̄vá                       | àle̋bò                     | ékréɲí             | dùbú              | gɔ̌g                    |
| crier                                      | nɛ̰̄ nɛ̰̀ é                    | gbɛ̀                     | dì n̄kù                    | kō hɨ́                     | ju kú              | kélī ŋɔ̀           | ɔg                     |
| creuser (un trou profond)                  | pīpì; dʒī                  | dù                      | bɔ̀; frì                   | kwɨ̋                       | frɛ                | ɠwé               | ur                     |
| mûr (c'est mûr)                            | ɛ́ɛ̀                         | bènè                    | ā̰wō̰sḛ́                     | nə̰̀                        | gbɛ̰                | gbɔ̀               | ebl                    |
| mur                                        | ōkpōwù                     | ká̰-ríré                 | nò̰kprò; n̄yínà̰             | àkpàwù                    |                    | ʊ̄ɓʊ́dʊ̀gblʊ́         | êl-sós ̀                |
| mouton                                     | vyàɲɔ̰̄                      | gbɔ́ɲɔ̰́                   | kɔ̀kɔ̀sɛ̀                    | gbá̰                       | kɔ̀kɔ̀sɛ́             | ɩ̄wʊ́wlá            | lítʃɛ̀b                 |
| moustique                                  | wɩ́tɩ́wɩ́tɩ́                   | wɩ̰́tɩ̰́wɩ̰́tɩ̰́                | ā̰kprà                     | ŋwɛ̰́tɛ̰́ŋwɛ̰́tɛ̰́                | ɛ̀fɔ̰́                | èŋómípí           | kpíkpí                 |
| mouche                                     | ǹjɔ̀gʊ̰́                      | á̰jà                     | ā̰kwà̰ḛ̄                     | ɲà̰bà̰                      | ákprôvrí           | ɛ̄ŋɔ́               | lɔ̂dŋń                  |
| morve                                      | ŋ́gɔ́                        | wɔ̰́-ŋḿgbédì              | ā̰ʃrḛ̀kɔ̄                    | ŋwa̰̋ sə̰́                    | éŋr̃ḭ́-fɔ̰́            | ɩ̄kɔ́               | sɛ́ɲ ̀                   |
| mortier                                    | àlɔ̄                        | lúfṵ̀                    | ēgù                       | ŋwá̰                       | éɥé                | ìlògò             | yɔ̂g                    |
| mort (la)                                  | rɔ̄                         | lú                      | ēwù                       | ɥí                        | èwú                | ēkú               | lúw                    |
| mordre                                     | pū                         | tɩ̀                      | kḛ̀ ... n̄ɲì                | kə̄                        | ka ... ɲrá̰         | gɔ̀ ānʊ̄mà          | ugŋ                    |
| moquer (se)                                | fī                         | fʊ̀ɛ̀                     |                           | mṵ̄                        | zi ... tɔ          | cɩ̀                | ifi                    |
| montrer (quelque chose à quelqu'un)        | yà                         | yè                      | yê                        | kə̂                        | kʷrɛ               | dá                | yɛgm                   |
| monter                                     | mɔ̰̄                         | yà                      | kà                        | mṵ̄                        | ka                 | ɓʊ̀                | uyu                    |
| mois                                       | vɛ̄                         | w̰ɔ̰̂                      | ēkù                       | pò                        | ɛ́fɛ́                | ʊ̀fɛ̀               | àwl̀                    |
| mil                                        | ɲɔ̰̄                         | òjù                     | kpà̰gɔ᷆-gɥì                 | ŋwâ̰                       | ɛ́dúbà              | ɲɔ̄ɔ᷄               | máy ̀                   |
| miel                                       | ɣōlō                       | álá̰jà                   | ā̰jɔ́                       | ŋwɔ̰̀-sə̰́                    | àjɔ́-sɔ̰́             | élòvlē            | ḿow                    |
| mère                                       | nɔ̰̀                         | yíà                     | mwá̰                       | nɛ̰̄                        | mà̰                 | ɔ̄ná               | lìs ́                   |
| mer                                        | ŋ̀gò-dʒī                    | jḛ́fíè                   | ēkɥē                      | ɲ́jɥē                      | écú                | jīɲè              | òk-ìdʒ                 |
| menton                                     | dàdá-ēʃī                   | hʊ̰́hɔ̰̀                    | ɛ̄mwà̰-bù                   | kpɨ́kpɨ́                    | ɛ́nɔ̰́-bù             | èmàvú             | nɛ́nɛ́kp                 |
| mentir                                     | dī m̀pū                     | tè fṵ́                   | ɥḛ̀                        | tʃí tə̰́                    | sɔ̰ ... zrá-yɔ̀      | tútù ūɠwé         | yàdŋ̀ ɔɲ                |
| mensonge                                   | m̀pū                        | fṵ́                      | ɛ̄ɥḛ̀                       | tə̰́                        | ɛ́zrá-yɔ̀            | ūɠwé              | yàdŋ̀                   |
| mélanger (deux pâtes pour un foutou)       | cɔ̄cɔ̄ɣə̀                     | cʊ́cʊ̀átʊ̀                 | frḛ̀                       | yɛ̄yɛ̀                      | gbrogbro           | cɩ́kànà ɩ̀ŋɔ̀        | uwl                    |
| médicament                                 | kpē                        | rʊ́kpá                   | āáɥí                      | zā                        | ɛ́vɛ́                | āwázɩ̀             | sɛ́kp                   |
| matin                                      | étʃīgbâ                    | ńjómù                   | ɛ̄sɔ̀wrɔ̀                    | cêbí                      | táfrɔ̀              | ɓóɓí; ɔ̀jʊ̀mɔ́ɔ̄      | m̂bríbr̀; lîb(r)íbr̀      |
| marmite                                    | érívyè                     | dàrsɛ̂                   | ɛ̄bɛ̀gɛ̀                     | tsòkḭ́                     | ègyé               | ɛ̀gʊ́               | gbědʒr̂                 |
| marigot                                    | dʒì-jɛ̀                     | dí                      | ā̰tà-mḛ̀                    | sɔ́                        | ɛ̀sɔ̰́-bɛ́             | ɔ̀vɔ̀ɲɔ̀             | érŋ̀                    |
| margouillat                                | kpátá                      | gàbʊ̀                    | n̄mḛ̀sì                     | átɔ̀                       | ɓítì               | ēwlégbī           | (ǹ)tòló                |
| marcher                                    | nɔ̰̄                         | nɩ̰̀ ... éí               | né sù                     | nə̰̄                        | ɲa ... sí          | nà                | ès an                  |
| marché                                     | jɛ̄kū                       | ówú-yɩ̀yɩ̀-cɔ́             | dūgbétrɛ̄                  | gwánṵ́                     | àdáɓrá; ɛ́drá̰ŋṵ́     | àdáɓlá            | nánù                   |
| manioc                                     | m̀bɛ̀dɛ̀                      | fɛ̀dɛ̀                    | bɛ̀dɛ̀                      | m̀mɛ̀dɛ̀                     | vɛ̀dɛ̀-bùbà          | àvɛ̀ɲā             | m̀bòsí                  |
| manger (il a fini de manger)               | dī                         | hɩ̀                      | dì; zì                    | ʃì                        | zi                 | lɩ̀                | idʒ                    |
| maladie                                    | òrògbá                     | lʊ́                      | n̄nɔ̀wyɛ̄                    | lō                        | ɛ̀sɔ̰́má̰              | okú               | ɔ́l                     |
| maison (il a construit une maison)         | àʊ̰̄; tɩ̄                     | ká̰                      | ɛ̄wó̰                       | sṵ̀                        | ɛ́sɔ̰́                | ɔ̄ɠɔ̄               | êl                     |
| maïs                                       | àgbɔ̀                       | dòdó                    | dùdū                      | ŋ́kwɛ́                      | dùdú               | ɛ̀dɩ̄dɩ̄pí           | kɔ̀kɔ̀tú                 |
| main                                       | àbɔ̄lɔ̄                      | bɔ́                      | ɛ̄mà̰                       | bɔ̄                        | ɛ̀bɔ̰́                | ɩ̄kɔ̄sá             | àbù                    |
| mâchoire                                   | dàdá                       | ɛ̰́ɲɩ̰́-kpá-lúwú            | àwɔ̀jē                     | nə̰́ká̰                      | àwòjé              | ɔ̀gbàjɔ̀            | lâwĺ-lúw               |
| machette                                   | bèsé                       | ákràbʊ́                  | ɛ̀brìgà; kɔ́trɛ̀sḛ̀           | dūgbà                     | nɛ́ɲá̰-zró           | dʊ̀ànɩ̀             | láb                    |
| mâcher (la viande)                         | rɛ̄                         | tɔ̀                      | râ                        | hɛ̂                        | ɣra                | tà                | akŋ                    |
| lune                                       | vɛ̄                         | wɔ̰̂                      | ēkù                       | pò                        | ɛ́fɛ́                | ʊ̀fɛ̀               | àwl̀                    |
| lourd (ce fardeau est lourd)               | dídì                       | lḭ̌ ̍lḭ̀                   | srô̰                       | dʒwə́                      | jro                | ɔ̄lʊ́lʊ́             | lèglêg                 |
| loin (c'est loin)                          | épí                        | bṵ̀ó̰bùò                  | ēʃēʃē                     | kōkō                      | kàkàŋá̰             | wlá àtɩ̀           | kpékpé                 |
| lisse                                      | ʃírɔ̄ ... ʃī                | trɛ̌trɛ́                  | zrɔ̂                       | fyɛ̰́fyɛ̰̋                    | trɔ̌trɔ́             | ɗyéɗyé            | trɛ̌trɛ́                 |
| liquide (pour une sauce)                   | célè                       | cróró                   |                           | vɛ̀sə̰́                      | cróró              | crɩ́lɩ́             | séŋ                    |
| lièvre (des contes)                        | òrʊ́                        | èpyɛ̂rm̀; gbà̰plɔ̂          | távrà                     | bòtə̰́                      | távrà              | sésékpè           | èpyɛ̂rm̀ dʒìm            |
| lèpre                                      | kòkòbē                     | kòkòbé                  | kòkòvē                    | kòkòbé                    | kòkòɓé             | ōkú-gbʊ̀gbʊ̀        | kòkòbé                 |
| léger (ce fardeau est léger)               | fólò                       | flɛ̌flɛ́                  |                           | fwɨ̰fwê                    | fěfé               |                   | fwɛ̌fwɛ́                 |
| laver (un pagne)                           | tī mìdʒī                   | fìè                     | gò̰                        | fwɨ̂                       | kpro               | fɔ́ɲňɔ̀             | ès ɛfn                 |
| lavement (donner un)                       | àsɛ̀                        | gbɔ́kɔ́                   | gbàkā                     | gba̋                       | gbàká              | ēcē               | gbànkɔ́                 |
| large                                      | gbúgbù                     | gbàdà                   | ɛ̀trɛ̄trɛ̄                   | hɛ̀                        | tra                | pà àtɩ̀            | pràm                   |
| langue                                     | m̀bɔ̄                        | óbúó                    | n̄brɛ̀                      | bə̰̄                        | ɛ́zrá               |                   | ɛ̀br̀                    |
| langue (organe)                            | lɛ̄tɛ̄                       | ḭ́né                     | ēwḛ̀                       | nə̰̋                        | ázráɓà             | ēnō               | ánm̀                    |
| lancer (une pierre)                        | nɛ̰̄                         | wɔ̀                      | kò̰... zê                  | kō                        | ji                 | wálà              | ɔwl                    |
| lance (de chasse)                          | àbrá̰ngwā                   | kpɩ́à                    | ɛ̄brɛ̀                      | blágwǎ                    | étókpò             | ēlú               | ḿpyóró                 |
| lamantin                                   | dîndɛ́                      | ǹsʊ̀sʊ́ɩ̀                  | dɔ̀trɛ́                     | kɔ̀kwɛ̀                     | dɩ́trɛ́              | dɩ́dřɛ̀             | trítrìbɔ̀               |
| là-bas                                     | gbô                        | tɛ́                      | ná̰vrḛ́                     | élá lɨ́                    | lávrɛ̰́              | āsúwōŋú           | yògŋ́                   |
| kola                                       | nā                         | lɔ̰́                      | ɛ̄ʒɛ̄                       | lɨ̀                        | ɛ̀lwá               | ɛ̀ɗà               | álú                    |
| karité (beurre de)                         | ŋ̀gūwɛ̀                      | ŋ̀gʊ́ɛ̀                    | ǹgū                       | bə̂                        | ŋ̀gwɛ̰̂               | gwɩ̂               | ŋ̀gwɛ̂                   |
| kaolin                                     | fɛ̄                         | rùfófù                  | ǹbrò̰                      | ŋ̀gbō                      | ɛ̀brɔ̰́               | ɛ̀yɛ̀fɩ̀             | fɛ́fr̀                   |
| jurer (il a juré que c'était vrai)         | lɛ̄lɛ̀ òfō; nɔ̰̄ àkɔ̄           | tà ńtáɩ̀                 |                           | tʃɥe̋ ŋwḭ̋                  | ta                 | jè                | ofn                    |
| jour (deux jours)                          | mìtʃī; ŋḿgbú               | nʊ̰́                      | n̄bì; ɛ̄cḛ̀                  | lə̄; kégbà                 | éyú                | ɩ̀jɩ̀               | lɛ́gŋ̀                   |
| joue                                       | èkéʃí                      | rɛ́kpɛ́                   | ā̰trɔ́m̀                     | dʒɥê                      | àsɩ́sɛ́              | àgbʊ̀gbʊ̀           | lâwĺ                   |
| jeune                                      | àrɔ̄                        | ŋm̀gbàfrɛ̀                | súgbá̰                     | cɔ̋                        | èfú                | ɔ̄nɩ̄má             | ŋm̀gbàfrɛ̀               |
| jambe                                      | fù                         | lɩ́ká                    | ɛ̄ná̰                       | wɛ̀                        | ɛ́nɛ̰́ɓà              | ɔ́wɛ̀               | lákŕ ̀                  |
| insulter                                   | rā                         | wʊ̀wɛ̀fʊ́                  | wrâ                       | ká                        | wra                | vlá               | wɛwr                   |
| igname                                     | m̀bú                        | lúpú                    | n̄zí                       | ʃè                        | àsɛ̰́                | ɛ̄yá               | lîgblèb ̀               |
| ici                                        | gbé                        | ɛ́ìbú                    | ɛ̄nū                       | ébɛ̀                       | ázɛ̰́                | āɓū               | áŋá                    |
| humide (chemise lavée encore humide)       | cʊ̀cʊ̀                       | bʊ́                      | pɔ́pɔ̄                      | ɲḭ́ɲḭ́                      | frɔ                | wɔ́lɔ̀              | frɛ̌frɛ́                 |
| huile                                      | mʊ̰̀nʊ̰̄                       | míné                    | n̄ʒì                       | kpə̰̄                       | èɲṵ́                | àɲɩ̀               | mún ̀                   |
| houe                                       | òrú                        | ótú; àsɔ́                | gɔ̀gɔ̀nḛ̀                    | tʃɥḭ̀                      | gʊ̀gɔ̀lɩ̀             | ùvèkù             | tóŋmkpó                |
| hôte (personne reçue)                      | fwɔ̄-ɣò                     | yógù                    | nḛ́ɲà̰-wrô̰                  | àfə̄sɛ̰̄                     |                    | ōlúgbōfì          | ùtù                    |
| honte                                      | àɛ̰́mbà                      | rʊ́hɔ̰́                    | ā̰vɛ̄vrà                    | hɛ̰̄ ʃɔ̀                     | àŋw̰á̰fɛ́             | ɩ̄ɲāɲɩ̀             | ɛ́s                     |
| homonyme                                   | tʃí                        | ńdámà                   | cà                        | kḭ̂                        | ávèŋ               | ātɛ́kpà            | ńdámà                  |
| homme (vir)                                | yí-kpē                     | kpɩ́sɩ̀                   | n̄co̰wro̰                    | sɛ̰̄                        | ɓásá̰mbá            | ògbì              | ígŋ̀                    |
| homme (homo)                               | yī-kī; ɣɩ̄                  | kpâ̰                     | ɛ̄wrô̰                      | tsâbí                     | ɛ̀cɥrá̰              | ɔ̄ŋáà              | ɛ̀gŋ̀                    |
| hippopotame                                | dʒī-ré                     | dḭ́ ̍dɛ́                   | gbàlɛ̀                     | sɔ́átsú                    | gbàlɩ̀              | ɛ̄ɲɩ́gɓèlē          | ɲîngbrí                |
| hier                                       | étʃī                       | cà-sɛ̀                   | ɛ̄nḛ́                       | fa̋                        | ɛ̀sɛ̰́-nɛ̰́             | ɩ́ɲāŋʊ́             | éfì                    |
| héritage                                   | àjà                        | àjâ                     | ā̰ja᷆                       | yēkà                      | àjá                | àjā               | àdʒâ                   |
| herbe                                      | krēmɩ̰ɲā̰                    | mʊ̰́nɔ̰̀                    | ɛ̄fí                       | pɛ́                        | pìtí               | ūxlú              | súw ̀                   |
| haricot                                    | ànɔ̰̄                        | àbòlú                   | ɛ̀bòlū                     | lɛ́                        | ádɩ́rá              | àɓɩ̀               | âgánù                  |
| hameçon                                    | kʊ̀bà                       | kʊ̀bâ                    | ɛ̄kɥè                      | kòbâ                      | ɛ́kpà               | ɛ̀gwɛ̀              | èw                     |
| hache                                      |                            | kùmâ̰; àkùmá̰             | ētù                       | àkṵ̀mǎ̰; ɲɛ̰̀                 | ɛ́ʃyá̰               | ɛ̀ɗʊ̀               | ɔ́s                     |
| guerre                                     | àɣʊ̄                        | tḭ́                      | āà                        | kɥè                       | ɛ́zá                | ɔ̀tà               | àr                     |
| guêpe-maçonne                              | ɣòɣò                       | èríngɔ́; òlúngɔ́          | kó̰kó̰cɛ᷆                    | mɛ̰̀sə̰̀                      | dɔ̰̀dɔ̰̀               | ɛ́tʊɛ̄kpà           | èrù                    |
| gros (une grosse tête)                     | gbɔ̀                        | lɔ́cʊ̀                    | ēvrî                      | kpè                       | ɛ̀wá                | ɠà                | kpɔ̀m                   |
| griffe                                     | ŋ̀gáyò-kɔ́kɔ́                 | ŋ́kʊ́á̰                    | ā̰táwrɔ̂                    | ńcàfɛ̋                     | àcúfwá̰             | ītónū             | fɛ̂ɲǹ                   |
| gratter (je me gratte le dos)              | vyɛ́vyɛ̀                     | bìbìè                   | gbrà                      | câ                        | fwa̰                | ŋwɩ́               | gbagbr                 |
| grand-père paternel                        | kpōwù                      | nàná                    | nḛkɥi                     | yīyī                      | yǎ-sà̰              | ɔ̀jɔ̀               | lǎgŋ̂                   |
| grand-père maternel                        | kpōwù                      | nàná                    | nḛkɥi                     | yīyī                      | yǎ-sà̰              | ɔ̀jɔ̀               | lǎgŋ̂                   |
| grand-mère paternelle                      | sʊ̄kɔ̄                       | bàbá                    | bàbā                      | nɛ̄nɛ̄                      | yǎ-sì              | ɔ̀jɔ̀               | là                     |
| grand-mère maternelle                      | sʊ̄kɔ̄                       | bàbá                    | bàbā                      | nɛ̄nɛ̄                      | yǎ-sì              | ɔ̀jɔ̀               | là                     |
| graisse (animale)                          | nṵ̄wè                       | ríné                    | n̄ʒì                       | nâ̰                        | ná̰ɲṵ́               | ɩ̀ɲɩ̀               | sínɔ̀n                  |
| graine de palme                            | ògbù-mɔ̰́                    | égbé-ámá                | ā̰vá                       | tʃɛ̄-bɛ́                    | ágbí-bà            | àwà               | námń                   |
| graine                                     | àmɔ̰́                        | ámá̰                     | n̄ɥì                       | bɛ́                        | ábá                | ēpí               | líy ̀                   |
| goyave                                     | àjóámbā                    | gɔ̀yâs                   | gɔ̀yávḛ̀                    | àda̰̋bā                     | gɔ̀yávrə̀            | gòyávò            | gòyâs; byǎg            |
| goûter (la sauce)                          | pyā... rīrì                | dìdì                    |                           | dà... nə̰̋                  | ta... nɔ̰́           | fʊ́fɔ̀ àɲɩ̀          | ánm̀ tat                |
| gombo                                      | àjʊ́                        | ájʊ́ɛ̀                    | ɛ̄ɥí-ɥì                    | ǹtrǒ                      | ɛ́flɛ́               | ɛ̀gbátɩ̄pí          | égbùbr̀                 |
| glisser (il a glissé dans la boue)         | ʃírɔ̀                       | yàrʊ̀                    | ɥrû                       | fyɛ̰́                       | vʲro               | drɩ́gbà            | ɛsŋn                   |
| genou                                      | òfʊ̀dʊ́                      | lʊ́kpɔ̰́                   | ɛ̄ná̰-krú                   | hḭ́kpɛ̀                     | ɛ́nɛ̰́-ŋrùɓá          | ónó               | lûwrɔ̀kp ́               |
| gendre (mari de ma fille)                  | yī-bù                      | mísíà                   | mḛ̄ʃâ                      | nā̰                        | mɩ́syâ              | ɔ̄bɔ́               | ânù-ìy                 |
| gauche                                     | ḿbā-kwá                    | nímè-bɔ̀                 | ēbrì                      | hḭ̀bɔ̀                      | ɛ̀frɔ̰́               | ɔ̄mɔ̄sɩ́             | nɛ́mǹ                   |
| gale                                       | m̀bɛ̀hɛ̄                      | rʊ́wɛ́wɩ̀                  | ā̰wɛ̰̂                       | nə̰́                        | kpòlí              | ēpí               |                        |
| prix                                       | àlɔ̄                        | ɛ́nɩ̰́                     | ā̰à̰                        | bā                        | ɛ̀dá̰                | ɛ̄fɛ́               | án                     |
| prêter (de l'argent)                       | pɩ̄                         | pɩ̀                      | vḛ̀                        |                           | vɔ̰                 | ɓʊànà             | abmn                   |
| près de                                    | dá ... sɛ́                  | gbéḭ́; ríré              | ɛ̄tɛ̀sḛ̀                     | ʃɔ̰̀                        | ɛ́nɛ̰́sɛ̰̀              | ɩ̀sʊ̀               | sáw                    |
| prendre (prends la machette)               | bɔ̄                         | cʊ̀                      | bɩ̀                        | nṵ̄                        | dɔ                 | ʄù                | otʃ                    |
| poussière                                  | òfā                        | ḿpúpù                   | n̄wò̰                       | fɔ̀mṵ̄                      | ɛ́zɔ̰́                | ùgbówū            | sîflèfì                |
| pousser (objet)                            | tā                         | tì                      | kḛ̀                        | vì                        | wo                 | gɔ̀ ɩ̄tá            | itr                    |
| pousser (plante)                           | tɔ́                         | là                      | sɔ̂                        | bɔ̄                        | fi                 | lɔ̀                | ɛli                    |
| pourrir (viande)                           | pʊ́                         | hʊ̰̂... éí                | n̄ɲḛ̀                       | pṵ́                        | ɲɛ̰                 | ɓù                | ès ugŋ                 |
| poule                                      | ɣɔ̀sɔ̀-ʃí                    | kárʊ̀-yí                 | ɛ̄kɔ̀sɔ̀                     | kwā̰-ʃī                    | ɛ́sɔ̀                | ʊ̄wlá              | ŋ́gɔ̀s                   |
| poudre à fusil                             | àɲɛ̀rɛ̀                      | èfrìà                   | ɛ̄tà̰nà̰-á                   | zɔ̄                        | ɛ́táɲrà̰-vɛ̀          | ɔ̄kālɩ́             | àfìrà; àfrìyà          |
| pou                                        | àɲʊ̰̄                        | ɔ́ɲʊ́                     | ā̰ɲò̰                       | myɛ̰̂                       | ɛ̀ɲɔ̰́                | ɔ̄ɲňáàgɩ̄           | lɛ́dì                   |
| porter (sur la tête)                       | ʃī... órò                  | yì                      | sî                        | hṵ̂                        | srɛ̰                | gɔ̀ īnū            | uyu                    |
| porte (l'ouverture)                        | tènì-ʃìgbə̄                 | gbɔ́mʊ̀                   | ā̰gbàtà                    | sṵ̀ mḭ́                     | ɛ́gbátà             | ʊ̄ɠɔ̄-mà            | lísàɲ                  |
| porte (le battant)                         | tènī                       | lɛ́kpɛ̀                   | ēsù-gbàtà                 | kpḭ̌                       | ésí-ɲrà̰vɛ̀          | ìgbē              | lísàɲ                  |
| pondre                                     | hʊ̰́                         | rʊ̀ɔ̀                     | zê                        | hō                        | ji                 | ɗɔ̀                | ew                     |
| poitrine (d'homme)                         | ɣókù                       | òkṵ̌                     | ā̰gbà                      | kīmə̰̋                      | ɛ́bʷrɛ́-zù           | èdègbè            | ɛ́r                     |
| poisson                                    | kɩ́                         | síé                     | ɛ̄cà̰                       | kə̰̄                        | ɛ́sɛ̰́                | ēɗúnē             | ɔ́tʃń ̀                  |
| poil                                       | m̀fʊ́                        | rúhó                    | ɛ̄tù                       | pə̰̄                        | ètú                | ʊ̄lʊ́lʊ́             | súw                    |
| plume                                      | ètɛ́                        | rúhó                    | ɛ̄tù                       | be̋bɔ̄té                    | ètú                | ʊ̀tʊ̀               | ɔ̀r-ɔ́fń                 |
| pluie                                      | òfō-mídʒī                  | mḭ́dí                    |                           | zɨ̀ sə̰́                     | ɛ̀sɔ̰́                | ēɗú               | ɲàm; èsùé              |
| pleuvoir                                   | nɔ̰́                         | nɩ̀                      | nà̰                        | ɲɛ̰̄                        | na̰                 | nà                | an                     |
| pleurer                                    | rū mṵ̀rú                    | tʊ̀ mʊ́tʊ́                 | wù ēɥí                    | ŋwə̰̀ ŋwə̰́                   | zɔ̰ kɔ́              | tù                | ɔ̀ŋǹ ikŋ                |
| plein de (c'est plein d'eau)               | ʃí                         | íé; yì                  | yì                        | mə̰̀                        | si                 | yé                | iy                     |
| planter (un piquet)                        | rī                         | tù                      | ʒḛ̀                        | tə̰̀                        | swa̰... lɛ̀          | lɛ̀ àtɩ̀; ɓɛ̀ àtɩ̀    | ès us                  |
| plaie                                      | àbɩ̄                        | lʊ́bʊ́mʊ̀                  | ēkífò̰                     | kɥé                       | ɛ́nɔ̰́fɔ̰̀              | ɩ̀bɔ́               | lɛ́bì                   |
| pirogue                                    | dʒì-ɣóló                   | dí-lɩ́á                  | ɛ̄ɛ̀                        | də̰̄                        | èdyé               | ɔ̀gɔ́yřɔ́            | lɛ́tŋ̀                   |
| pipe                                       | àtàrō                      | lʊ́kɔ̀kʊ̀                  | dḛ́fi᷆                      | àtǎkḭ́                     | dá̰mbyáɓà           | ɛ̀magʊ́             | líkɔ̀k                  |
| pintade                                    | kɔ̰̀njɛ́                      | kɔ̰̀jɛ́                    | kò̰jɛ̄                      | kɔ̰̀yɛ́                      | kɔ̰̀jɛ́               | kɔ̀jɛ́              | kɔ̀ndʒɛ́                 |
| piment                                     | mɩ̰̀ɲɛ̰̄                       | jrà                     | ā̰jrà                      | byékɔ̄                     |                    | ɛ̀bàyɛ̀pí           | má̰dʒànŋ̀                |
| pilon (petit)                              | ōrúgbò                     | òwròtí                  | ɛ̄bḛ̄                       | bê-cɔ̋                     | kúkûŋmkpé          | īgɓúgɓó           | líl                    |
| pilon (grand)                              | rɔ̄rɛ̄                       | lúfṵ̀-tḭ́                 | ēbì                       | bê                        | ɛ̀ʒrɛ̰́               | ʊ̀gbɩ́              | dʒěn                   |
| piler (l'igname)                           | tū                         | nʊ̀                      | sò̰                        | wò                        | cɔ̰                 | lɔ̀                | igŋ                    |
| pigeon vert                                | ápɛ̀lɛ̰́mpē                   | ɔ̀dʊ̂                     | yàkókròví                 | mṵ̀nɛ̰̀be̋                    | dábrè              | ìlòwlè            | brɛ̀kpɛ̌ŋsá              |
| pigeon (dom.)                              | brā̰ndre᷆                    | brá̰drê                  | bḛ̄drê                     | ɲá̰drɛ̰́                     | àkpâkpú            | ìgū               | prɛ́ndrɛ̀                |
| pierre à écraser                           | òpú-jɛ̀                     | ɛ́rɩ̀                     | ɛ̄bwāsɛ̂                    | kà-lɔ̄-bō                  | lɛ́sɛ̰̀-bà            | ɔ̄ɠāsɛ́             | lêbń-lìy               |
| piège                                      | dɔ̀                         | ḿbá                     | ā̰tāwrô̰                    | nâ̰                        | táŋʷrɛ̰́             | ɛ̄máyì             | méb ̀                   |
| pied                                       | òfùtà-bū                   | lɩ́ká                    | ɛ̄ná̰                       | wɛ̀                        | ɛ́nɛ̰́ɓà              | ɔ́wɛ̀               | ládŕ ̀                  |
| pièce de séjour                            | gbàmɛ̰̀                      | gbrʊ̀                    | ēgbō                      | àfə̄sɛ̰̄ sṵ̀                  | èpyèsí             | ʊ̀pàlá             | òdʒ; àràbù             |
| pian                                       | dō                         | rʊ́wɛ́                    |                           |                           | àjèbí              | dògò              | m̀bɔ̀bí                  |
| peur (avoir)                               | wū ēryé                    | lá                      | n̄já̰ su                    | pwɛ̄                       | ɛ̀já̰sú              | bà ōkú            | uru                    |
| peu de (un peu de foutou)                  | lèjé                       | lʊ́wɩ́                    | n̄já̰                       | cɔ̋                        | ɛ́já̰                | ɲɛ̄ɛ́kpà; cɛ̄ɛ́kpà    | tɛ̀l                    |
| petit                                      | dʊ́dʊ̀                       | lʊ́wɩ́; tɩ́krɩ́             | ēkpò                      | cɔ̋                        | ɛ́ɓâpɩ́              | ɲɛ̄ɛ́kpà; cɛ̄ɛ́kpà    | tîtílíy; líkék-líy     |
| pet                                        | èʃī                        | rɩ̀ɛ̀-síbí                | n̄sà̰                       | fɛ̰̀                        | ɛ́sɛ̰́                | ūmňísē            | sás                    |
| père                                       | ʃì                         | bɔ̂                      | zí; pápá; dɛ́dɛ́            | yī                        | sà                 | ɔ̄tɔ̀               | ɛ̀s                     |
| penis                                      | òrō                        | ɔ́lʊ́                     | ɛ̄tɔ̀kɔ̀                     | lè                        | ɛ́tɔ́ɓà              | ēwlī              | líkr̀                   |
| pendre (suspendre)                         | fɩ́... ʃī                   | sàtà; bàsà              | ʒḛ̀                        | mà̰ fḭ̄                     | ka̰... lá           | gɓɛ́               | ès pag                 |
| percer                                     | tʃá ... ʃī                 | fḭ̀                      | bùdì; būzì                | tə̰́ ... dʒɥé               | ku ... sí          | flū               | fig                    |
| penser (il pense, il réfléchit)            | dī àkʊ̰́ndā                  | tùtrù                   | trô                       | ʃì àkṵ́dā                  | gugu               | ɠúɠù              | tutr                   |
| peigne                                     | tìnɔ̰́                       | bɛ̰́bɩ̀                    | n̄wí                       | dɔ̰̀kɥè                     | lɔ́fwá̰              | ʊ̄flá              | líy-íkŋ̀                |
| peau                                       | òhō                        | kpɛ̰́kpɛ̀                  | ēwrû                      | tɔ̀                        | èfrú               | ɔ̀yrʊ̀              | lɛ̀l                    |
| parler                                     | lɛ̀ m̀bɔ̄                     | kà̰                      | dɔ̀                        | dʒű ... bī                | lɔ                 | tá                | dad                    |
| pardon (demander)                          | sɛ́rɛ̀                       | gʊ̀gɔ̀                    | ɛ̄sḛ̀                       | nə̰̋ dʒū                    | jṵ                 | yúywè             | ŋɔŋn                   |
| parasolier                                 | lóhò                       | dɛ̰́                      | n̄yrī                      |                           | éɣrí               | ʊ̀kɔ̀dʊ́             | èr-ùfù                 |
| papillon                                   | bɔ̀bɔ̀                       | àpópó                   | gò̰gɔ̀                      | á̰gékɔ̀sɔ̀                   | távrà              | ōfíìfī            | tɛ́tɛ́                   |
| papaye                                     | òlòkō                      | brɛ̀fʊ́ɛ́-àlòkó            | kpákpà                    | àlòkō                     | ɓʊ̀frɛ̂              | ɩ̀gɓɔ̀flɛ̄ɗʊ̀         | àròkó                  |
| panthère                                   | àbwá                       | kà̰gànì                  | ɛ̄kwá̰                      | m̀mɛ̄ʃì                     | ɛ̀ɲá̰-bɥrá̰           | ɛ̄ɠɔ́               | òbǹ                    |
| pangolin                                   | ɣòlòbē                     | ɛ́crɛ̀lɛ̀                  | ɛ̄dá                       | àba̋bà                     | ɛ̀dá                | ɛ̄ʄɩ́               | yɛkwɛ; âtʃrárá         |
| panari                                     | bèpyājō                    | júù                     | ɛ̄ɥɔ̀                       | ŋ́gbì                      | kèkè               | īxēɓì             | líkŋ̀-ùdù               |
| palmier-rônier                             | òrū                        | kùbé                    | à̰frḛ̀frḛ̄-ʒà-tɛ̀             | tèzɔ̀                      | ɛ́lwálògrò-zì       | ògólú-té          | lól-ìkŋ̀                |
| palmier-raphia                             | mə̰̀drɔ̄                      | ŋ́kó                     | ɛ̄bá̰tà̰                     | bā̰                        | ɛ̀bá̰-tá̰             | òlì               | módʒò                  |
| palmier à huile                            | rɔ̄                         | lɔ́-tì                   | n̄nà̰gbà̰                    | tʃwɨ̄                      | ágbí-tà̰            | īlōfó; ɔ̄ɠlā; ɔ̀ɗà  | àr-ìkŋ̀                 |
| palissade                                  | kwá                        |                         | ā̰drḛ́                      | kpá̰                       | ɛ́krá̰               | ɔ̀gbàgbʊ̀           | lâkp                   |
| palabre                                    | ɣɛ̄                         | ɛ́lɛ́                     | ā̰kà                       | dʒù                       | áyɔ́                | ʊ̀gɔ̀lʊ́             | òw-ɛ̀sù                 |
| pagne                                      | ǹtùgbó                     | líjí                    | ā̰kàsā                     | kàbə́                      | cásá               | ɔ̀dá               | gbàd ́                  |
| pagaie                                     | tàbwá                      | tɛ̀bʊ́à                   | ɛ̄vrà                      | də̰̄-tá                     | ɛ̀fɛ̰́                | ʊ̀blʊ̀              | lɛ́tŋ̀-bàr               |
| oublier                                    | pa... aɛ̰                   | jɔ̀fʊ̀... té              |                           | ɲâ hɛ̰̄                     | sɔ̰... ɛ̀wɔ́sɛ̰̀        | ɲé īlú            | ès idʒl                |
| où ?                                       | yāé                        | ɔ̀fɔ́                     |                           | hɨlɨ́                      | kɩ́kà               | apu               | bògŋ́                   |
| os                                         | èfyè                       | lúwú                    | n̄wí                       | fè                        | éwú                | ìkù               | lúw                    |
| orphelin                                   | m̀pɛ́tɛ̀                      | kpéḭ̂                    |                           | m̀pɛ́tɛ̀                     | lówú-bá            | ɔ̄kʊ́fì             | ùw-îyŋ̀                 |
| oreille                                    | rɔ̂kɔ́                       | rɩ́tɩ́                    | núkù                      | tē                        | ɛ̀zyɛ́ɓá             | ēlōwá             | lɔ́rú ̀                  |
| or                                         | ʃīɣá-ɛ̀                     | sìká-lébè               | à̰sɩ̀kɛ᷆                     | ʃìkā ná̰                   | àʃɩ̀kɛ́              | àsɩ̀kɛ́             | sìkà ́                  |
| ongle                                      | ŋ̀gáyò-kɔ́kɔ́                 | ŋ́kʊ́á̰                    | ā̰táwrô                    | bɔ̄tɨ̋                      | àcúfuá̰             | ītónū             | fɛ̂ɲǹ                   |
| oncle maternel                             | nɔ́-bù                      | yíà-màkpɩ́; nàná         | pápá                      | nā̰mā̰                      | mà̰-ɲì              | ɔ̀ɗàbʊ̀             | ɛ̀yù                    |
| oiseau                                     | āhṵ̄ɔ̀                       | rʊ́ ̍wárʊ́                 | ɛ̄nrḛ᷆                      | be̋                        | ná̰jóɓá             | ɛ̄nākpɩ́ɛ̀kpà        | lɔ̂r                    |
| œuf                                        | āɣʊ̀sɔ́                      | ńdî                     | ɛ̄wrê                      | tsɛ̰̋                       | ɛ́wrɔ́ɓá             | ɩ̀fʊ̀               | ḿbwé(y)                |
| œil                                        | àɩ̰́                         | nʊ́; nʊ́nʊ̀wɩ̀              | ɛ̄vɛ̀                       | hɛ̰́bɛ̰̀                      | ɛ̀ŋʷɔ́ɓá             | ēfí               | ɲámń ̀                  |
| odeur                                      | èfí                        | lífḛ́; lʊ̰́ɔ̰́fé             | n̄dɔ̀                       | pyɛ̰̄                       | èwrú               | ʊ̄ɲɔ́               | s-ɔ́sŋ́; s-áŋ            |
| obtenir                                    | wú                         | hè                      | ɥḛ̀                        | kà̰                        | ja̰                 | wlì; xɛ́           | ɛŋn                    |
| obscurité                                  | ku ʃi                      | dà̰brè                   |                           | bòbí                      | éʃyé-m̀             | īsúkpò            | ńtʃébń                 |
| nuit                                       | órúgbù                     | yóú                     | n̄ɲrâ̰                      | bèʃe̋kɛ̰̄bí                  | édómrḭ̀             | ùdōdó             | ńtʃòk                  |
| nuage                                      | hāó                        | jrǔ                     | n̄yù                       |                           |                    | ùyřélú            |                        |
| nouvelle (demander la)                     | ǹdā                        | àmànɩ̀ɛ́                  |                           | ǹdā                       | ɛ́dɔ̰́-yɔ̀             | ìgwē              | lákŕ-̀dʒàm              |
| nourriture                                 | m̀pʊ́                        | ḿbɔ̀                     | ɛ̄kí                       | kàʃì                      | ázú                | ɔ̄lɩ́               | ôb                     |
| non mûr                                    | vívì                       | àmùḭ́                    | ā̰kɔ́                       | mwḭ́                       | ɛ́kʷrɛ́              |                   | lítʃɛ̀l                 |
| nombril                                    | òwúsā                      | lú-kpóbî                | dò̰dō                      | hḭ́tsɨ̀                     | bɔ́kʊ́má̰             | ēɲúvō             | lérék; lórók           |
| nom                                        | èyí                        | íné                     | ēbî                       | hḭ́                        | èɲí                | ɩ̀nɩ̀               | nín                    |
| noir (c'est noir)                          | vívì                       | lóbù; brì               | ā̰yɔ̄wɔ́                     | bí                        | byo                | kpɩ̄kpɩ̄            | ibr                    |
| nez                                        | ŋ́gɔ́                        | wɔ̰́                      | n̄nyɛ̀                      | ŋwa̰̋                       | éŋr̃ḭ́               | īɲésí             | lɔ́gŋ̀                   |
| neuf (nouveau)                             | pwɔ̀pwɔ̀                     | lɔ́wɔ̀                    |                           | pɔ́pwɛ́                     | ɛ̀fɔ́                | wɔ́lʊ̀wā            | ówr̀                    |
| natte                                      | m̀pɛ́; píḛ́                   |                         | n̄kò; ǹkpà                 | ǹdɛ̀                       | lɔ́vɔ̰̀               | ɔ̀gbɛ́              | ògô; àndʒrâkà          |
| nasse                                      | òpū                        | tùmǎ̰                    | tùmḛ̄                      | bákē                      | tùmá̰               | ɛ̀dàlɛ̀             | túmù                   |
| nager                                      | yō dʒì                     | bɔ̀-dí                   | wrɛ̂ ēkɥē                  | hə̄                        | wa ... sɔ̰́          | yrʊ́               | mídʒ ̀abŋ               |
| mygale                                     | nɩ̰̋                         | láfʊ́ɛ̀                   | ɛ̄vɛ́                       | hà̰                        | évé                | úŋōnū             | lífàfŋǹ                |
| variole                                    | ŋ̀gbòdò                     | rʊ́wɛ́wɩ̀-ʔʊ̰̂               | n̄nɔ̀wyɛ̄-à̰krà̰krà̰            | ŋ́gòdò                     | ɲǎ̰sɛ̀kpɛ̀            | ōkú-wlɛ̀wlɛ̄; ɛ̄yɩ́fɩ̀ |                        |
| varan                                      | lē                         | lá̰                      | n̄ʒrḛ̀                      | pátɔ̀                      | ɛ́drɛ̰̀               | ɔ̄fřʊ̄              | lígbígbŕ               |
| vagin                                      | tɔlɔ                       | lʊ́pʊ́                    | ɛ̄sɛ̰̀-nèvri᷆                 | kpe̋                       | ɛ́tɛ̰́                | èɲřòyi̋            | ùgŋ̀                    |
| vache                                      | rū                         | dḛ̂                      | n̄nà̰mā̰                     | ŋwṵ̄ʃī                     | lákpà̰              | èdō-na̋ʄɔ̀          | ìd                     |
| uriner                                     | rōrò mʊ̰̀rō                  | lʊ̀ mʊ́lʊ́                 | tɩ́ tɔ̀                     | tá                        | sɔ sɔ́              | lɔ̀ ɩ̄lɔ̄kpá         | mɔ́r ɔr                 |
| tuer (un animal)                           | ē                          | wò                      | wrì                       | kṵ̀                        | gbi                | wá                | ibi                    |
| tuberculose                                | ŋ̀kwɔ̄                       | pìsá                    | pìsā                      | hɛ̰̀kpɨ̄                     | pìsá-wrɔ̀           | ōdēgbē-kú         | bìsá                   |
| trou                                       | nḭ̀; àkʊ̀mɔ̰̄                  | nʊ̰́mɔ̰̀                    | n̄nà̰mà̰                     | dʒɥé                      | ɛ́bɔ̰́                | ɩ̀gbɔ́              | nɔ́mù                   |
| trompe (d'éléphant)                        | ŋ̀gbɔ̄gbɔ̄                    | èríbì                   |                           | tsùgbrō                   |                    | ūmónú             | ḿbé                    |
| travail                                    | dúmá̰                       | jʊ̀mâ                    | ɛ̄kɔ̀ò̰                      | jùmâ̰                      | ɛ̀zɔ̰́; ɛ̀zɔ́zɥɛ̂        | ɗōɓòlì            | dʒùmâ                  |
| tout                                       | pòwù                       | fɛ̰́ḭ́                     | lɛ́fḛ́                      | kpákpà                    | búlé               | ɛ̄yítá fɩ́ɩ́         | fɛ́ŋ                    |
| tousser                                    | kwɔ̀ nkwɔ̄                   | kɩ̀ lɩ́kɩ̀                 | kròkrù                    | kpɨ̄ hɛ̰̀                    | wrɔ wrɔ́            | kpɔ̋sɔ̀             | lîfń ɔb                |
| tourterelle                                | pōpō                       |                         | n̄wrí                      | áwrí; áhwrí               | lìblè              |                   |                        |
| tourner (la roue tourne)                   | dʒíɣè                      | mè                      | dò̰                        | myɛ̰́                       | kpɛ                | bítì              | iwr                    |
| tortue terrestre                           | hʊ̰̄                         | ɛ́dɩ́kɛ̀                   | kùkùvà                    | bèʃe̋kɛ̰̀                    | àʃrǐkú             | ògē               | líkpékp                |
| tortue d'eau                               | dʒī-hʊ                     | dí-dɩ̀kɛ̀; àsùé-ávóŋʊ́á    | n̄gwrī                     | sɨ́hù                      | éʒrí               | ōɗú-gē            | érŋ̀-líkpékp            |
| tomber (une noix de coco est tombée)       | jâ ʃí                      | pɩ̀                      | bwrê                      | tɨ̄                        | zya lɛ̀             | ɓà àtɩ̀            | ɛy                     |
| tissu                                      | ǹtùgbó                     | líjí                    | ā̰kàsā                     | kàbə́                      | cásá               | ɔ̀dá               | gbàd ́                  |
| tirer (fusil)                              | nɛ̰̄ tū                      | là                      | kò̰                        | kō tū                     | ku                 | ɓɛ̀                | ɛlu                    |
| tirer (un objet)                           | rɛ̄                         | jà                      | wà̰                        | gbū lɔ̄                    | wo                 | jří               | ɔdu                    |
| têter                                      | mḭ̄mɩ̰̀                       | jʊ̀ mʊ́                   | bâ̰                        | mɛ̰̂ mɛ̰̀                     | bya̰ nɛ́ɲɛ̰̀           | ɲà                | mɛ̂ɲ mɛm                |
| tête                                       | órò                        | ínè                     | n̄krú                      | hwḭ́                       | èŋrú ̍ɓá            | īnú               | núŋ                    |
| terre (sol)                                | èʃī-pátá                   | wʊ́tʊ̀                    | n̄yí                       | zāpè                      | ɛ́sá                | ɔ̀lʊ̀lɔ̀             | wùs                    |
| terre (matière)                            | èʃī                        | rɩ́kɛ́kɩ̀                  | n̄yí                       | fɔ̀                        | ɛ́trá               | ɔ̀lʊ̀lɔ̀             | sɛ́tʃ ̀; kɔ̀dɔ̀g           |
| termite                                    | sà                         | ńfɔ̂                     | ā̰bɔ̀bɔ̄                     | àʃébwɛ̄                    | ábʊ̀bɔ́              | ɔ̄ŋňɔ̄              | sìsŋ̀ ́                  |
| tenir (dans la main)                       | ɲḭ́ ... ʃī                  | ɲʊ̰̀                      | ɥḛ̀                        | pṵ́                        | ɲɔ̰ zwa             | ɓó                | ès ɔɲ                  |
| taro                                       | àtṵ̀ngbú                    | gbòdô                   | ɛ̄gbrākpɛ᷆                  | àtṵ̀gbú                    | ávʊ́ɲá̰              | èkōkōpí           | àkpàtà                 |
| tambour                                    | òbū                        | líbḛ̂                    | ɛ̄mrà̰                      | mḭ̀                        | èwrí               | ɛ̀gbɩ́              | brèm                   |
| tabac                                      | àsàlà                      | àsrà                    | dɩ́cḛ̀                      | dīcɛ̰̂                      | díkì               | àsřá              | àsrà                   |
| suivre (quelqu'un)                         | kpɔ̀                        | kpʊ̀ ... ègé             | kḛ̀ ... ɛ̄sḛ̀                | dà ... nḭ̄                 | tɔ̰ ... ná̰          | gwànà ɩ̀tʊ̀; gɔ̀ ɩ̀tʊ̀ | dʒàm us                |
| sueur                                      | fyɔ́fyɔ́                     | lówò                    | n̄wrù                      | hɥí                       | ɛ̀káwrú             | ɔ̄wɔ́wà             | lâw                    |
| souvenir (je me souviens de cette fête)    | ɣáɣà                       | kʊ̀à̰                     |                           | sṵ́ hḭ̄á̰                    | ɓezi               | gwá               | ɔkn                    |
| souris                                     | òkwɔ́                       | lʊ́kpɔ́                   | ā̰ʃíkɔ̄                     | kɔ̀kɥḭ̂                     | áswá               | ùgɓò              | lákp ̀                  |
| souffrir                                   | fɛ̂; pɛ̂                     | dɩ̀ mʊ́nʊ́; di gbrè        |                           | ŋwə̰̀ dʒī                   | sa̰; kɔ ... bɥrá̰    | kwlɩ́ɓɩā           | dudu; gbrè idʒ         |
| souffler (sur une flamme)                  | pū                         | pò í                    | fù                        | fə̀                        | bɛ̰                 | fó                | fuf                    |
| sorcier                                    | kpálā-ɣò                   | èíkpá                   | ā̰wà̰-wrô̰                   | kpə̄ʃī                     | ɛ̀sá-ɲí             | ɔ̄ɠɔ̄zɩ̀ɓʊ̀           | sɛ́kp ɛ̀s                |
| soleil                                     | tʃí                        | gbḛ̂                     | n̄brî                      | vīnɛ̰̋                      | ɓísì               | ɛ̄yɛ́fɩ̀             | lígbń ̀                 |
| soir                                       | ótʃômbā                    | yɔ́mʊ̰̀                    | ɛ̄wyɛ̄                      | kēnɛ̰́mɛ̰́                    | dɔ́vyɛ́              | ágwétīsù          | ńtʃéblés               |
| soif                                       | mìdʒī-ɣò                   | mḭ́dḭ́-hɔ̰̂                 | n̄ʃí-mɔ̀ù                   | sə̰́kɥḭ̀                     | ɛ̀sɔ̰́-lúwú           | īɗúnɔ́gɔ̀           | mídʒ-àmǹ               |
| sœur                                       | nɔ̀jɛ̄-yíɣɔ̄                  | mèyí                    | má̰má̰-ɥì                   | nɛ̰̄ʃī                      | nà̰-sì              | ɔ̄náʄʊ̄fì           | lìsídʒɔ́w               |
| singe                                      | ɣōvì                       | ʔʊ́; ɛ̰́tɩ́ ńnɩ̰̀ɛ̰̀            | ɛ̄crɛ̀                      | tʃɔ̰̀                       | ɛ́crɛ̀               | ɩ̀lɔ̄               | lɔ́w                    |
| silure électrique                          | ènḭ̀nḭ́                      | dìdìbɔ̀                  | dèdèbɔ̀                    | àbɔ̀                       | kpúkpúɲà̰ɲà̰         | ʊ̀dɔ̀gbʊ́            | dìdìbɔ̀                 |
| siège                                      | èɣē                        | li̋kpḛ̀                   | ɛ̄tòbù; ɛ̰̀kpàtà             | m̀bèʃā                     | lóbù               | ɩ̀kpʊ̀              | lɛ̂kpǹ ́                 |
| si (supposition)                           | àlə́                        | àlɩ́                     | kɛ̄dúkɛ̄                    | eyi̋                       | èyì                | áyɩ́ ... -xā       | bèl                    |
| serrer (un nœud)                           | mḭ́à̰                        | rʊ̀kʊ̀                    | kḛ̀                        | mâ̰                        | mwa̰ ... nɛ̰̀         | mɛ́nà ɩ̀sʊ̀          | ès utʃu                |
| serpent                                    | òrōvì                      | ɔ́lʊ̰̂                     | n̄nɛ̀brì                    | wō                        | ɛ̀ɲá̰ŋá̰              | élòlú             | lôrŋǹ                  |
| sentir mauvais                             | ɲê èfí pʊ̂pʊ́                | bʊ̰̀ lífḛ́                 | fò̰                        | ɲɛ̰̀ pyɛ̰̄                    | fɔ̰                 | vrʊ́ ɔ̀wlɛ̀wlɛ̄       | aŋ                     |
| sentir bon                                 | ɲê èfí yɔ̂ɣɔ́                | bʊ̰̀ lʊ́wɔ́fḛ́               | bâ̰                        | lə̀ pyɛ̰̄                    | ba̰                 | ɲɔ̀ ɛ̀vrʊ̄           | ɔsŋ                    |
| sentir (percevoir une odeur)               | tʃyè èfí                   | tìfù                    | fò̰-ɲâ̰                     | tɛ̰̄ pyɛ̰̄                    | sɛ wrú             | mó                | ɲifi; iri              |
| semaine                                    | gbàyì                      | lɛ̀bɛ̀                    |                           | lə̄tsɛ̰̄                     | èfúŋù              | ɲāmàcřé           | dìmâ̰ʃ                  |
| sel                                        | ŋ̀gʊ̄                        | múhú                    | n̄gɥɛ̀                      | dʒɛ̰̀                       | ɛ́sá̰                | àgʊ̀               | mók ̀                   |
| sein                                       | àmḭ̀mḭ̄                      | mʊ́                      | ɛ̄ɲà̰                       | mɛ̰̀                        | nɛ́ɲɛ̰̀               | ɩ̀ɲà               | mɛ̂ɲ                    |
| secouer (une branche)                      | kɔ̄                         | jèkù                    | jɔ̀kɔ̀; brì                 | tʃe̋                       | jɔkɔ               | dókò              | ufŋ                    |
| sec                                        | fú                         | hrɛ́hrɛ́                  | ɛ̄wrí                      | vɛ́vɛ́                      | wru                | yīyō              | wɛw                    |
| scorpion                                   | àmɩ̰̀hɛ́                      | sà̰grá̰ɩ̰̀                  | ɛ̄krá                      | mà̰hɛ̰́                      | ɲàgrǎ̰              | ɩ̄tātánɩ̀glā        | bɔ̀bàn                  |
| savoir (je ne sais pas)                    | mʊ̰́                         | dɩ̀ á̰                    | ɲrî                       | lɔ̄                        | ɲi                 | ɲɩ̀                | áɲ uw                  |
| sauter (par-dessus un fossé)               | fɛ̀                         | wù                      | cḛ̀crèvá                   | ńkprè                     | àkɔ̀kɔ̀              | cɔ̄glɩ̄             | afŋn                   |
| sauce                                      | tòló                       | mɩ̰́ɛ̰́dì                   | ɛ̄kḛ̀ʃí                     | vɛ̀sə̰́                      | ɛ́cɔ́sɔ̰̀              | ʊ̄plʊ̄              | mírèdì                 |
| sang                                       | m̀pyā                       | ḿbúó                    | n̄krɛ̀                      | və̰̀                        | ɛ́vɛ̰́                | àsɔ̀               | mébì                   |
| saluer (il m'a salué)                      | lɛ̀ ... èrī                 | ràkʊ̀                    |                           | lè àhḭ́                    | na̰ ayoka           | kɔ̀ mʊ́kà           | ɛsŋn                   |
| salive                                     | mə̀rā-dʒì                   | mʊ́tʊ̀tʊ̀                  | ā̰dà                       | mḭ́-sə̰́                     | ɛ́zrɔ́               | āmāɗú             | sár ̀                   |
| sale (sa chemise est sale)                 | vívì                       | èbí; brì                | yɔ̂                        | bí                        | byo                | ʊ̄plʊ̄              | ibr                    |
| saison sèche (petite)                      | wéwé                       | fá̰pó                    | ēdùcḛ̀                     | kɔ́sə̰́                      | ɛ́kpá̰               | kɔ̀kwɛ̀             | fá̰pó                   |
| saison sèche (grande)                      | rècɔ̀                       | yêgbê                   | ɛ̄ʃɛ̀                       | vā                        | ɛ̀sɔ́                | yřʊ́ɓà             | gbègbǹ                 |
| saison des pluies (petite)                 | háì                        | sɛ́kpɛ́dì                 | ɛ̄kwà̰                      | yì                        | kɔ̀kwɛ̀              | ìgűdè             | mêw-ìdʒ                |
| saison des pluies (grande)                 | pōlō                       | wḭ́dì                    | ɛ̄bá̰-ʃí                    | yèyí                      | èʃí                | ōɗúɓó             | ɲàm-ès-ùs              |
| sac (de café)                              | ŋ̀kpìtì                     | fá̰dí                    | bàgḛ̀                      | pìtì                      | bàgɩ̀               | bàgɩ̀              | fándí                  |
| sable                                      | ŋ̀gàɲɔ̰̄                      | ŋ̀krìá̰                   | n̄yí-ɥá                    | mwá̰sɛ̋                     | ɛ́sá-ɲá̰             | ʊ̄ɲɔ́lʊ́             | mírìtʃì                |
| rugueux                                    | òkwè                       | hɩ̀à̰hɩ̀à̰                  |                           | frá                       | krǎkrá             | àgbɔ́klɩ́           | kàlkâl                 |
| roussette                                  | àhyà̰                       | àkpànɩ́                  | ā̰távā                     | àhyâ̰                      | tává               |                   | âŋ                     |
| rouge                                      | ɛ́ɛ̀; làɩ̰̀                    | lébè; bèné              | ā̰wō̰sḛ́                     | ná̰                        | gbɛ̰                | gbʊ̀gbɔ̀            | èbì                    |
| rond (cuvette ronde)                       | trɛ̀rɛ̀                      | hrǔhrú                  |                           | pípi̋                      | ɣriɣri             | ɩ̀kpɔ̀klʊ̀ɗʊ̀         | iwr                    |
| roi / chef                                 | ōó-ʃì                      | gbrḛ̀gbì                 | n̄nḛ̀kɥì                    | kwɛ̀-yī                    | líkpì              | ʊ̀ɠlɔ̀nɔ̀tɔ̀          | ɛ̀b-èb-ú                |
| riz                                        | sáká                       | sáká                    | sáká                      | sáká                      | sáká               | ɩ̄sáxá             | sáká                   |
| rivière                                    | dʒì-gbə̀                    | dí                      |                           | sɔ́                        | ɛ̀sɔ̰́-bɛ́             | ūɗúgbí            | mídʒ-éwí-mídʒ ̀         |
| rire                                       | fí mìyā                    | fʊ̀ɛ̀ míyì                | ɥrìɥrɛ̀                    | mṵ̄ ɲa̰̋                     | mɛ̰                 | cɩ̀                | míyɛ̀r ifi              |
| riche (un)                                 | blèngbì                    | gbrḛ̀gbì                 | n̄ nḛ̀kɥì                   | hōbì                      | líkpì              | ɔ̀nɩ̀gbɩ̀            | gbrèngbì               |
| rêver                                      | kí mʊ̰̀lā                    | làpʊ́ mʊ́nɔ̰̀               | sò̰ dà                     | tɔ̄ lā                     | kɔ èŋʷrḭ́-m̀         | ɲɔ́lʊ̀              | mɛ́mǹ ɛru-r             |
| revenir (il est revenu du village)         | á ádʒí                     | sè ègé                  |                           | kɛ̋ ... bə̀                 | mre ... ná̰         | kpànà ɩ̀bɛ́         | ɛwl ow                 |
| réveiller (quelqu'un)                      | púlɛ̀                       | wù                      | frì                       | tâ̰                        | ŋr̃ɛ̰                | pípyè             | uwr                    |
| respirer                                   | nɩ̰̄ mṵ̀rū                    | là hó                   | wrô̰                       | ɲɛ̰́ pṵ̄                     | fʷfr̃ḭ              | sʊ́ àŋɔ̀            | sèl ok                 |
| répondre                                   |                            | lè; bùàmʊ́               |                           | ʃú ... mḭ̋                 | si; ta ... nɔ̰      | tánà              | ɛgŋ                    |
| repas                                      | m̀pʊ́                        | ḿbɔ̀                     |                           | vɛ̀                        | ázú                | ɔ̄lɩ́               | òb-ídʒ                 |
| renvoyer (quelqu'un)                       | wɔ̀                         | bè                      |                           | ɲɛ̰̋                        | gbr̃ḭ               | bá                | ogŋ                    |
| relations sexuelles (avoir des)            | pɔ̄                         | bɩ̀                      | yrì                       | fɛ̋ lè                     | jre                | ɗó; mňì           | ɛbi                    |
| regarder                                   | kpɩ̄                        | kprà; dɩ̀kɩ̀              | ɲâ̰                        | tsɛ̰́                       | kɔ                 | vɛ́lɩ̀              | lɛr                    |
| rat                                        | òòté                       | bèté                    | ā̰ʃíkɔ̄                     | bíʃàlē                    | kprú               | ēgɓlí             | líǵŋ ̀                  |
| raser (le crâne)                           | ré                         | tà                      | wà̰                        | ɲɛ̰́                        | zɛ                 | cʊ́                | ɛr                     |
| racine                                     | mḭ̀ɲè                       | lɩ́ká                    | n̄ɲrà̰                      | nḭ́                        | ɛ́ɲráɓà             | ùsùgblù           | mîn                    |
| quoi ?                                     | mâbwé                      | ɛ̀mɩ̰́                     | ēkí-tā̰                    | ɲa̰̋                        | lǎ-tɔ̰́              | ɩ̀yà               | blǎ                    |
| qui ?                                      | tʃâ                        | ɛ̀bɩ̂                     | ɛ̄wrô̰-tā̰                   | ɲḭ̋tsā                     | ɛ́tɔ̰́                | ɔ̀nà               | bwǒ                    |
| queue                                      | bɛ̀lɛ̄                       | núhṵ̀ḭ̀                   | ēwyè                      | dʒwɨ̀                      | lézyé              | ùlù               | lúwì                   |
| quand                                      | mítʃī-ŋ̀kpɔ̄-tʃâ             | èmɩ́ nʊ̰́                  | n̄vrâ-tā̰                   | lə̄ ò ɲɛ̰̋                   | éyú-tɔ̰́; éɥǘ-tɔ̰́     |                   | bògŋ́-é-lɛ́gŋ̀            |
| python                                     | ʊ̀rʊ̄gbɔ̄                     | gbrǐ                    | ɛ̄cɥrɔ̀                     | sɨ́sə̰̀                      | ɛ́j̄ɥrɔ́              | ɔ̀yɛ́               | lídʒèw                 |
| pus                                        | àbɩ̄-mídʒī                  | rífḭ́                    | n̄yɔ̀                       | fyɛ̰̄                       | ɛ́ká̰-sɔ̰̀             | ìfènì             | lɛ́bì-mídʒ ̀             |
| puits                                      | àkʊ̀mɔ̰̄                      | mḭ́dí-mɔ̰̀                 | ēvrû                      | sə̰́-ŋwḭ̀                    | ébʷré              | īɗúgbɔ̄            | mídʒ-ɔ̀mù               |
| proverbe                                   | ànāɣá                      | ɲà̰drâ                   | ɲà̰drḛ̄                     | àɲà̰drǎ                    | ᷇᷇ɲà̰drâ              | īŋúŋwňé           | ɲà̰drɛ̂                  |
| promener (se)                              | sàmḭ́                       | ɲà̰ gbéḭ́                 | nésù                      | nə̰̄nə̰̀                      | breti              | bí                | ès ɲiɲmn               |
| 7e jour                                    |                            |                         |                           |                           |                    | ɲāmācřɛ́           |                        |
| 6e jour                                    | épí-sò                     | wúnì                    | ēzù                       | pítsè                     | èfú                | ìŋwòlòjɩ᷆          | líy                    |
| 5e jour                                    | épí                        | sùsù                    | n̄ɥí                       | tsɛ̰̄pe̋                     | ɛ́dábì              | ɩ̀ŋwɩ̀jɩ᷆            | lítʃɔ̀tʃ                |
| 4e jour                                    | écāsɔ̀                      | èdìkpè                  | ɛ̄dɛ̄bì                     | tsɛ̰̄                       | èfí                | ɩ̀mʊ̀lɛ̀jɩ᷆           | lów                    |
| 3e jour                                    | óvō                        | ɩ́nɩ́                     | ējōvrá-mḛ̀                 | koe̋                       | ɛ́sífì              | ɩ̀mʊ̀tàjɩ᷆           |                        |
| 2e jour                                    | ékíʃí                      | bísíé                   | ējōbì                     | kɥí                       | ɛ́sítɔ̰̀              | ɩ̀mʊ̀ɲʊ̀jɩ᷆           | lîs                    |
| 1er jour de la semaine                     | éʃɔ̀                        | kʊ́rʊ́                    | ɛ̄kɔ̀                       | tʃɥḭ̂                      | émrú               | ɩ̄bɛ́tɛ̀jɩ̀           | lɛ́tʃù                  |
| mille                                      | àkpɩ̄                       | àkpɩ̀ɩ́                   | tɛ̄brúkrù                  | àkpḭ̄                      | tàbrú              |                   | fándí                  |
| cent                                       | yā                         | yǎ                      | ɛ̄kòɥì-ɛ̄nrì                | yā                        | àkpá ̍-ɲú           | e̋glūèŋwè          | ékŋ̀-yén                |
| vingt                                      | ēbrá-ɲʊ̰̀                    | àbrúáɩ̰́; ńdíɔ̀-ńdíɔ̀-áá ̍nʊ́ | ɛ̄ɥá                       | àbūàmwə̰́                   | ɛ̀vɛ́                | úglū              | líkŋ̀                   |
| dix                                        | ènə̰̀                        | ńdíɔ̀                    | ɛ̄và                       | kɛ̋ɲḭ̀; kɛ̋ŋwṵ̀               | èjú                | ìzù               | lɛ̂w                    |
| neuf                                       | ɲâkó                       | nɛ̰̋ ̍brɛ̋                  | ɛ̄mwrɔ̀                     | ŋ̀gwrǎ̰                     | ɛ́mrɔ̰́               | ɩ̄ŋwālɩ̀lɛ̀          | líbárm̀                 |
| huit                                       | èpyè                       | nówò                    | ēɥrì                      | mɔ̰̀kɥɛ̋                     | ɛ̀tyɛ́               | ɩ̄ŋwālɩ̀tà          | níwǹ                   |
| sept                                       | lɔ̀hʊ̰̀-árɩ̄                   | nɔ̰́bʊ̀                    | ɛ̄bwḛ̀                      | ǹső                       | ɛ́byɔ̰́               | ɩ̄ŋwālɩ̀ɲɔ̀          | lɔ́bŋ̀                   |
| six                                        | lɔ̀hʊ̰̀                       | náhʊ̀à̰                   | ɛ̄wrè                      | mṵ̄                        | áwá                | ɩ̀ŋwɔ̀ɗɔ̀            | nɔ̂hǹ                   |
| cinq                                       | ōnḭ́                        | e̋e̋ ̍ne̋                   | ɛ̄nrì                      | bə̰̀                        | àɲú                | ìŋwè              | yên                    |
| quatre                                     | ālɛ́                        | a̰̋a̰̋ ̍la̋                   | ā̰zɔ̀                       | dʒḭ́                       | àná̰                | ɩ̀lɛ̀               | yâr                    |
| trois                                      | ārɩ́                        | ɛ̰̋ɛ̰̋ ̍tɩ̰̋                   | ā̰ò̰                        | há̰                        | á̰zá̰                | ɩ̀tà               | ɲâhǹ                   |
| deux                                       | āɲʊ̰́                        | áá ̍nʊ́                   | ā̰yrɛ̀                      | mwə̰́                       | áɲɔ̰́                | ɩ̀ɲɔ̀               | yóɲ                    |
| un                                         | ŋ̀kpɔ̄                       | ń ̍nɔ́                    | ɛ̄tò̰                       | kə̰́                        | ɛ́tɔ̰́                | ìlōgɓó            | ɲâm                    |
| vouloir (il veut de l'argent)              | bé                         | yɔ̀fʊ̀                    | gî                        | yɛ̀ lá                     | ŋa̰                 | ʄi̋ʄè              | ibrm                   |
| vomir                                      | vɛ́vɛ̀                       | kpò; yè                 | gɛ̀                        | ʃá                        | gɛ                 | wʊ́wà              | ɛgbl                   |
| voler (oiseau)                             | rú                         | wù                      | tû                        | fə̄                        | zû                 | fé                | igb                    |
| voler (un objet)                           | yʊ́ɣʊ̀                       | ʔḭ́                      | yrɛ̂                       | kwɨ̄ dʒi̋                   | ju                 | là                | iy                     |
| voir                                       | wū                         | dɩ̀ nʊ̰́                   | kà̰                        | hə̰̀                        | kɔ                 | wlì               | ɛkn                    |
| vivant (être)                              | pwɔ̀                        | ná̰mà̰                    | ā̰krɔ̄krɔ̄                   | hɛ̰̄ pwḭ̀                    | krɔ                | yrɔ́               | owr                    |
| vin de palme                               | mʊ̰̀rɔ̄                       | mʊ́lɔ́                    | bà̰gà̰sā̰                    | tsà̰                       | mà̰gà̰sá̰             | āɠlālōlú          | már ̀-ùfù               |
| village                                    | òō                         | ébí                     | ā̰mà̰                       | kwɛ̀                       | ɛ́dɔ̰̂                | ʊ̀ɠlɔ̀              | bâŋǹ; ɛ́b               |
| vieux (être vieux, pour une personne)      | hɔ́-sɛ́                      | kpá̰kprɛ̀                 |                           | kwɨ̋                       | cúcù               | ɲňé               | usu                    |
| vieillard                                  | kpè-ʃí                     | kpá̰kprɛ̀                 | nḛ́gbḛ̀vrî-wrô̰              | kwɨ̋kwɨ̋                    | lówó-ɲì-ɓà         | ɔ̄glɛ́glɛ́ɲáà        | ɛ̀gŋ̀ ùsû                |
| vide (la bouteille est vide)               | èkpété                     | ɛ́hɛ́lɔ́                   |                           | vá                        | wró                |                   | ɔfr                    |
| viande                                     | nɔ̀pyɛ́                      | ńnɩ̰̀ɛ̰̀                    | ɛ̄nò̰                       | nānâ̰                      | ɛ̀ɲá̰                | ɛ̄nā               | ńdèy                   |
| vêtement                                   | tàlɛ́                       | tràlɛ́                   | ɛ̄cēkí                     | tàlɛ́                      | cácɥɛ̰́              | ɔ̀da̋               | mòsûsɛ̀m                |
| verser (du vin dans un verre)              | wú ʃī                      | kù éí                   | kù                        | fú lɔ̄                     | yi                 | ce̋ ètì            | ɛtm                    |
| vérité                                     | nàhʊ̰̄rɛ̀                     | nàwrɛ̂                   | à̰nà̰wrɛ᷆                    | ànṵ̀mà̰wrɛ̂                  | nàwrɛ̂              | nāwlɛ̀             | nàwrɛ̂                  |
| ver de Guinée                              | àŋmɔ̰́                       | ŋm̀gbá̰ɩ̰̀                  | à̰gbà̰                      | àgbá̰                      | ɛ́gɔ́nɩ̀              | ɛ̀gʊ́sřɩ̀            | ŋm̀gbáy                 |
| ver de Cayor                               | àdɛ̄dɛ̀                      | ànʊ̰̀má̰yrʊ́                |                           | ḿbóʃí                     | ékpò               |                   | kàkábá                 |
| ver de terre                               | rʊ̄                         | ótṵ́kpò                  | n̄jɔ̀nḛ̀                     | hrɔ̀                       | ɛ́gɔ́nɩ̀              | ūfřó              | sîkŋń                  |
| ventre                                     | òpū                        | lúwú                    | ɛ̰̄mḛ̀tɛ̀                     | pì                        | égbútú             | ɔ̀gʊ̀               | lók ̀                   |
| vent                                       | m̀vɛ̄vɛ̄                      | lɩ̋fâ̰                    | n̄dò̰wrò̰                    | fə̀sə̰́                      | évrívà̰             | ūpūpōlú           | lɛ̂f                    |
| venir                                      | wā                         | hí                      | và                        | bə̀                        | ba                 | wà                | ow                     |
| vendre                                     | vē dìd                     | yɩ̀yɩ̀                    | ɛ̀                         | fē ʃì                     | yi dá̰              | lɛ̀ fɛ̋             | ɔl idʒ                 |
| van                                        | pɛ̀pɛ̀                       | kpékpì                  | ɛ̄fā                       | sóbì                      | éfʷré; bʊ́tɛ́        | ègòbé             | wâw                    |
| mauvais (c'est mauvais au goût)            |                            |                         | gbà̰gbà̰                    | pùtàà                     |                    | nég-être bon      |                        |
| fou / folie                                | àkɔ̀vī                      |                         | n̄mù                       | fà̰; ce̋sɛ̰̄                  |                    | ʊ̄yřʊ̄              | núŋ-ɛ́m- ̍úŋ             |
| vieillarde                                 |                            |                         |                           |                           | lówó-sì-ɓà         |                   |                        |